# Motorrad-Weltmeisterschaft 2017
Die Motorrad-WM-Saison 2017 war die 69. in der Geschichte der FIM-Motorrad-Straßenweltmeisterschaft.
In allen Klassen wurden 18 Rennen ausgetragen.

## Punkteverteilung
Weltmeister wird derjenige Fahrer beziehungsweise der Hersteller, der bis zum Saisonende die meisten Punkte in der Weltmeisterschaft angesammelt hat. Bei der Punkteverteilung werden die Platzierungen im Gesamtergebnis des jeweiligen Rennens berücksichtigt. Die fünfzehn erstplatzierten Fahrer jedes Rennens erhalten Punkte nach folgendem Schema:
| Punkteverteilung | Punkteverteilung | Punkteverteilung | Punkteverteilung | Punkteverteilung | Punkteverteilung | Punkteverteilung | Punkteverteilung | Punkteverteilung | Punkteverteilung | Punkteverteilung | Punkteverteilung | Punkteverteilung | Punkteverteilung | Punkteverteilung | Punkteverteilung |
| ---------------- | ---------------- | ---------------- | ---------------- | ---------------- | ---------------- | ---------------- | ---------------- | ---------------- | ---------------- | ---------------- | ---------------- | ---------------- | ---------------- | ---------------- | ---------------- |
| Platz            | 1                | 2                | 3                | 4                | 5                | 6                | 7                | 8                | 9                | 10               | 11               | 12               | 13               | 14               | 15               |
| Punkte           | 25               | 20               | 16               | 13               | 11               | 10               | 9                | 8                | 7                | 6                | 5                | 4                | 3                | 2                | 1                |

In die Wertung kommen alle erzielten Resultate.

## Wissenswertes

### Allgemein
Regeländerungen
- Alle Klassen
  - Wenn ein Fahrer nach der Aufwärmrunde hinter dem Safety Car zur Startaufstellung kommt, muss er das Rennen aus der Boxengasse starten.
  - Die Strafe für überhöhte Geschwindigkeit in der Boxengasse wird um 50 € angehoben. Künftig müssen für den ersten Verstoß 200 € gezahlt werden. Für jeden weiteren Verstoß wird die Höhe der Strafe durch die Rennkommissare bestimmt.
  - Wird ein Rennen nach weniger als drei absolvierten Runden abgebrochen, dürfen an einem eventuellen Neustart alle Fahrer teilnehmen. Auch diejenigen, die zuvor beim ersten Start nicht die Besichtigungs- oder Aufwärmrunde beendet haben.
  - Mit den sogenannten Appeal Stewards wird eine zweite Instanz eingeführt. Sie werden bei jedem Grand Prix anwesend sein, und sich mit allen Einsprüchen gegen die Rennkommissare beschäftigen. Dies soll zu schnelleren Entscheidungen, im besten Fall noch während des Rennens, führen. Zuvor mussten Einsprüche beim FIM-Berufungsgericht eingereicht werden. Wo eine Entscheidungsfindung vier Tage benötigte.
  - Nach dem Großen Preis von Katar wurde mit sofortiger Wirkung beschlossen, dass die zur Saison 2013 eingeführten Strafpunkte wieder abgeschafft werden. Ebenfalls wurde festgelegt, dass Entscheidungen der Appeal Stewards, sofern sie die Entscheidung der Stewards bestätigen, endgültig sind. Einsprüche sind demzufolge nicht mehr erlaubt.[3]
  - Nach der Dutch TT wurde beschlossen, das Wildcard-Fahrer mit sofortiger Wirkung, genau wie Einsatzfahrer, in die Versicherung der IRTA (Fahrervereinigung) aufgenommen werden. Zuvor mussten sie noch eine Versicherung bei ihrem jeweiligen nationalen Verband abschließen. Außerdem wurde festgelegt, das ab der Saison 2018 alle Teams in der Moto3 und in der MotoGP ein Dashboard einsetzen müssen, welches in der Lage sein muss Nachrichten von der Rennleitung zu empfangen. Es wird eine festgelegte Liste an Standard-Nachrichten geben. Zudem wurde festgelegt, da es Teams gibt, die schon solche Dashboards einsetzen, diese ab sofort als sogenannte virtuelle Boxentafel einsetzen dürfen. Für die Moto2 gilt diese Regelung erst ab der Saison 2019[4]
- Moto3 und Moto2
  - Aus Gründen der Chancengleichheit werden nun nicht nur die Motorräder der ersten sechs Fahrer mit Kameras ausgestattet, sondern auch alle anderen Maschinen erhalten an gleicher Stelle Attrappen mit gleichem Gewicht.
- Moto2
  - Das Mindestgewicht der Motorräder wird um 2 kg auf 217 kg angehoben.
- MotoGP
  - Ab dieser Saison sind, wie schon in der Moto2 und der Moto3, aerodynamische Hilfsmittel (z. B. Winglets) in der MotoGP verboten.
  - Der Intermediate-Reifen wird nicht mehr zur Verfügung stehen.

Sonstiges
- Am Tag der Qualifikation zum Großen Preis von Katar waren die Wetterverhältnisse zu schlecht, als dass die Fahrer auf die Strecke gehen konnten. Deshalb wurde die Qualifikation in allen drei Klassen abgesagt und die Startaufstellung für die Rennen anhand der kombinierten Zeitenliste aus den, an den Vortagen abgehaltenen, Freien Trainings bestimmt.[5]
- Das Rennen der MotoGP-Klasse in Jerez war der 3000. Grand Prix in der Geschichte der Motorrad-Weltmeisterschaft.[6]
- Nach den ersten beiden Freien Trainings zum Großen Preis von Katalonien wurde entschieden, nach Kurve 13 wieder auf dem Layout aus dem Vorjahr zu fahren. Da die neu gebaute Schikane zu viele Bodenwellen aufweist.[7]
- Der Große Preis von Großbritannien war das 100. Rennen in der Geschichte der Moto3-Klasse.

### Fahrer
- MotoGP
  - Nach einem Sturz im dritten Freien Training zum Grand Prix of The Americas hat sich der Spanier Álex Rins das linke Handgelenk gebrochen. Die weiteren Trainingseinheiten und das Rennen wird er nicht fahren können. Beim Großen Preis von Spanien wird Rins von dem japanischen Suzuki-Testfahrer Takuya Tsuda vertreten.[8] In Frankreich wird ihn Sylvain Guintoli, der französische Superbike-Weltmeister von 2014, vertreten.[9]
  - Jonas Folger stürzte im Warmup zum Großen Preis von Großbritannien. Nach einer Computertomographie wurde er von der lokalen Rennärztin als unfit for race (nicht fit für das Rennen) erklärt. Aus diesem Grund konnte er nicht am Rennen teilnehmen.[10] Kurz vor dem Großen Preis von Japan klagte Jonas Folger über Schwächeanfälle. Die Rennen in Japan, Australien und Malaysia konnte er deshalb nicht fahren. In Japan ersetzte ihn der Japaner Kohta Nozane. Der Australier Broc Parkes vertrat Folger in Australien. In Malaysia wird für ihn der niederländische Werksfahrer des Yamaha-Superbike-Teams Michael van der Mark das Rennen fahren.[11]
  - Valentino Rossi zog sich nach dem Großen Preis von Großbritannien bei privaten Trainingsfahrten Brüche des rechten Schien- und Wadenbeins zu. Den Großen Preis von San Marino musste er deshalb auslassen. Für das darauf folgende Rennen in Aragonien wurde er vom dortigen Streckenarzt als fit for race (fit für das Rennen) erklärt.[12] Da bis kurz vor diesem Rennen nicht absehbar war, ob Rossi daran teilnehmen kann, nominierte Yamaha Michael van der Mark.[13]
- Moto2
  - Der Italiener Axel Bassani ist nach einer Operation Ende des Jahres 2016 noch nicht fit für den Saisonauftakt in Katar. Er wurde dort durch den Spanier Ricard Cardús ersetzt.[14]
  - Zu einem weiteren Einsatz kam Ricard Cardús in Texas. Dort ersetzte er den verletzten Südafrikaner Brad Binder.[15]
  - Aufgrund einer Verletzung (Klavikulafraktur) des Spaniers Iker Lecuona ersetzte ihn sein Landsmann Julián Simón in Katar und Argentinien.[16] Lecuona verletzte sich, aufgrund eines Sturzes im dritten Freien Training in Frankreich, erneut am Schlüsselbein. An den weiteren Trainings und am Rennen konnte er nicht teilnehmen.
  - Der verletzte Australier Remy Gardner wurde in Texas von Julián Simón vertreten.
  - Danny Kent trennte sich nach dem Warmup zum Grand Prix of The Americas von seinem Team Kiefer Racing. Der Brite fuhr das Rennen am selben Tag nicht mehr und begründete seine Entscheidung mit unüberbrückbaren Differenzen.[17] Seit dem Großen Preis von Frankreich wird Kent durch den Schotten Tarran Mackenzie ersetzt.[18]
  - Aufgrund eines Kahnbeinbruchs wird der Deutsche Marcel Schrötter das Rennen in Tschechien aussetzen müssen. Diese Verletzung zog er sich bereits vor dem Rennwochenende zu.[19]
  - Bei einem Sturz im ersten Freien Training zum Großen Preis von San Marino zog sich der Spanier Álex Márquez einen Haarriss im linken Hüftgelenk zu. Er konnte an den weiteren Trainingseinheiten und am Rennen nicht teilnehmen.[20]
- Moto3
  - Der Argentinier Gabriel Rodrigo brach sich im ersten Freien Training zum Großen Preis von Katar, nach einem Sturz, das rechte Schlüsselbein. Aus diesem Grund kann er die restlichen Trainings und auch das Rennen nicht bestreiten.[21] Im zweiten Freien Training zum Großen Preis von Frankreich kam Rodrigo erneut zu Sturz und brach sich abermals das rechte Schlüsselbein. An den weiteren Trainings und am Rennen konnte er nicht teilnehmen.[22]
  - In Le Mans startete Danny Kent mit einer Wildcard für sein ehemaliges Team Red Bull KTM Ajo.[23] Zu einem weiteren Einsatz für das Team wird Danny Kent beim Großen Preis von Deutschland auf dem Sachsenring kommen. Dann als Ersatzfahrer für den verletzten Italiener Niccolò Antonelli.[24]
  - Im zweiten Freien Training zum Großen Preis von Deutschland kam der Spanier Jorge Martín zu Sturz und zog sich dabei eine rechtsseitige Sprunggelenkfraktur zu. Die weiteren Trainings und das Rennen wird er deshalb nicht bestreiten können.[25]
  - Im Qualifying zum Großen Preis von San Marino kam es zu einer Kollision zwischen Gabriel Rodrigo und dem Belgier Livio Loi. Letzterer zog sich dabei einen Bruch des linken Schlüsselbeins zu. Er kann nicht am Rennen teilnehmen.[26]

### Teams
- KTM steigt als neuer Hersteller sowohl in die MotoGP-Klasse als auch in die Moto2-Klasse ein.
- Paolo Simoncelli, der Vater des 2011 verstorbenen Marco Simoncelli, steigt in dieser Saison mit dem Team SIC58 Squadra Corse in die Moto3-Klasse ein.
- Das Team Sky Racing Team VR46 von Valentino Rossi wird nach drei Jahren in der Moto3-Klasse, in dieser Saison ebenfalls ein Team in der Moto2-Klasse betreiben.
- Honda wurde durch den Sieg von Romano Fenati beim Großen Preis von San Marino, fünf Rennen vor Ende der Saison, Konstrukteur-Weltmeister in der Moto3-Klasse.
- Kalex wurde durch den zweiten Platz von Thomas Lüthi beim Großen Preis von San Marino, fünf Rennen vor Ende der Saison, Konstrukteur-Weltmeister in der Moto2-Klasse.
- Kiefer Racing zog die Teilnahme am Großen Preis von Malaysia am ersten Trainingstag (Freitag, 27. Oktober 2017) dieses Rennens zurück da der Teamchef Stefan Kiefer von seinem Bruder am Morgen tot aufgefunden wurde.[27]
- Wie im Vorjahr wird das Aprilia Racing Team Gresini beim Großen Preis von Valencia mit einer Sonderlackierung im Design von Product Red fahren.[28]

## Rennkalender
| Nr. | Datum         | Rennen                          | Strecke                                                      | Streckenlayout |
| --- | ------------- | ------------------------------- | ------------------------------------------------------------ | -------------- |
| 1   | 26. März      | Großer Preis von Katar          | Losail International Circuit (Doha)                          |                |
| 2   | 9. April      | Großer Preis von Argentinien    | Autódromo Termas de Río Hondo (Termas de Río Hondo)          |                |
| 3   | 23. April     | Grand Prix of The Americas      | Circuit of The Americas (Austin)                             |                |
| 4   | 7. Mai        | Großer Preis von Spanien        | Circuito de Jerez (Jerez de la Frontera)                     |                |
| 5   | 21. Mai       | Großer Preis von Frankreich     | Circuit Bugatti (Le Mans)                                    |                |
| 6   | 4. Juni       | Großer Preis von Italien        | Autodromo Internazionale del Mugello (Scarperia e San Piero) |                |
| 7   | 11. Juni      | Großer Preis von Katalonien     | Circuit de Barcelona-Catalunya (Montmeló)                    |                |
| 8   | 25. Juni      | Dutch TT                        | TT Circuit Assen (Assen)                                     |                |
| 9   | 2. Juli       | Großer Preis von Deutschland    | Sachsenring (Hohenstein-Ernstthal)                           |                |
| 10  | 6. August     | Großer Preis von Tschechien     | Automotodrom Brno (Brünn)                                    |                |
| 11  | 13. August    | Großer Preis von Österreich     | Red Bull Ring (Spielberg)                                    |                |
| 12  | 27. August    | Großer Preis von Großbritannien | Silverstone Circuit (Silverstone)                            |                |
| 13  | 10. September | Großer Preis von San Marino     | Misano World Circuit Marco Simoncelli (Misano Adriatico)     |                |
| 14  | 24. September | Großer Preis von Aragonien      | Motorland Aragón (Alcañiz)                                   |                |
| 15  | 15. Oktober   | Großer Preis von Japan          | Twin Ring Motegi (Motegi)                                    |                |
| 16  | 22. Oktober   | Großer Preis von Australien     | Phillip Island Circuit (Phillip Island)                      |                |
| 17  | 29. Oktober   | Großer Preis von Malaysia       | Sepang International Circuit (Sepang)                        |                |
| 18  | 12. November  | Großer Preis von Valencia       | Circuit Ricardo Tormo (Valencia)                             |                |

## MotoGP-Klasse

### Teams und Fahrer
Die Auflistung der Teams und Fahrer entspricht der offiziellen Starterliste der FIM. Ersatz- und Wildcardfahrer sind in dieser Übersicht gesondert gekennzeichnet.
| Nr. | Fahrer                  | Nation         | Team                           | Motorrad                |
| --- | ----------------------- | -------------- | ------------------------------ | ----------------------- |
| 4 | Andrea Dovizioso        | Italien        | Ducati Team                    | Ducati Desmosedici GP17 |
| 5 | Johann Zarco            | Frankreich     | Monster Yamaha Tech 3          | Yamaha YZR-M1           |
| 7 | Hiroshi Aoyama 1a       | Japan          | Marc VDS Racing Team           | Honda RC213V            |
| 8 | Héctor Barberá          | Spanien        | Avintia Racing                 | Ducati Desmosedici GP15 |
| 9 | Danilo Petrucci         | Italien        | Octo Pramac Yakhnich           | Ducati Desmo16 GP       |
| 12 | Takuya Tsuda 2a         | Japan          | Team Suzuki Ecstar             | Suzuki GSX-RR           |
| 17 | Karel Abraham           | Tschechien     | Pull & Bear Aspar Team         | Ducati Desmosedici GP15 |
| 19 | Álvaro Bautista         | Spanien        | Pull & Bear Aspar Team         | Ducati Desmo16 GP       |
| 21 | Katsuyuki Nakasuga 3a   | Japan          | Yamalube Yamaha Factory Racing | Yamaha YZR-M1           |
| 22 | Sam Lowes               | Großbritannien | Aprilia Racing Team Gresini    | Aprilia RS-GP           |
| 23 | Broc Parkes 4a          | Australien     | Monster Yamaha Tech 3          | Yamaha YZR-M1           |
| 25 | Maverick Viñales        | Spanien        | Movistar Yamaha MotoGP         | Yamaha YZR-M1           |
| 26 | Dani Pedrosa            | Spanien        | Repsol Honda Team              | Honda RC213V            |
| 29 | Andrea Iannone          | Italien        | Team Suzuki Ecstar             | Suzuki GSX-RR           |
| 31 | Kohta Nozane 5a         | Japan          | Monster Yamaha Tech 3          | Yamaha YZR-M1           |
| 35 | Cal Crutchlow           | Großbritannien | LCR Honda                      | Honda RC213V            |
| 36 | Mika Kallio 6a          | Finnland       | Red Bull KTM Factory Racing    | KTM RC16                |
| 38 | Bradley Smith           | Großbritannien | Red Bull KTM Factory Racing    | KTM RC16                |
| 41 | Aleix Espargaró         | Spanien        | Aprilia Racing Team Gresini    | Aprilia RS-GP           |
| 42 | Álex Rins               | Spanien        | Team Suzuki Ecstar             | Suzuki GSX-RR           |
| 43 | Jack Miller             | Australien     | Marc VDS Racing Team           | Honda RC213V            |
| 44 | Pol Espargaró           | Spanien        | Red Bull KTM Factory Racing    | KTM RC16                |
| 45 | Scott Redding           | Großbritannien | Octo Pramac Yakhnich           | Ducati Desmo16 GP       |
| 46 | Valentino Rossi         | Italien        | Movistar Yamaha MotoGP         | Yamaha YZR-M1           |
| 50 | Sylvain Guintoli 7a     | Frankreich     | Team Suzuki Ecstar             | Suzuki GSX-RR           |
| 51 | Michele Pirro 8a        | Italien        | Ducati Team                    | Ducati Desmosedici GP17 |
| 53 | Esteve Rabat            | Spanien        | Marc VDS Racing Team           | Honda RC213V            |
| 60 | Michael van der Mark 9a | Niederlande    | Monster Yamaha Tech 3          | Yamaha YZR-M1           |
| 76 | Loris Baz               | Frankreich     | Avintia Racing                 | Ducati Desmosedici GP15 |
| 93 | Marc Márquez            | Spanien        | Repsol Honda Team              | Honda RC213V            |
| 94 | Jonas Folger            | Deutschland    | Monster Yamaha Tech 3          | Yamaha YZR-M1           |
| 99 | Jorge Lorenzo           | Spanien        | Ducati Team                    | Ducati Desmosedici GP17 |
| 1a Ersatz für Miller in Japan 2a Ersatz für Rins in Jerez 3a Wildcard in Japan 4a Ersatz für Folger in Australien 5a Ersatz für Folger in Japan 6a Wildcard in Deutschland, Österreich, Aragonien und Valencia 7a Ersatz für Rins in Le Mans, Mugello und Katalonien 8a Wildcard in Mugello, San Marino und Valencia 9a Ersatz für Folger in Malaysia und Valencia |                         |                |                                |                         |

| Legende         |
| --------------- |
| Stammfahrer     |
| Wildcard-Fahrer |
| Ersatzfahrer    |

### Rennergebnisse
| #  | Datum  | Rennen                | Strecke             | Platz 1          | Platz 2          | Platz 3          | Pole-Position    | Schn. Rennrunde  | Gesamtführung    | Gesamtführung          | Gesamtführung |
| #  | Datum  | Rennen                | Strecke             | Platz 1          | Platz 2          | Platz 3          | Pole-Position    | Schn. Rennrunde  | Fahrer           | Team                   | Konstrukteur  |
| -- | ------ | --------------------- | ------------------- | ---------------- | ---------------- | ---------------- | ---------------- | ---------------- | ---------------- | ---------------------- | ------------- |
| 1  | 26.03. | GP von Katar          | Losail              | Maverick Viñales | Andrea Dovizioso | Valentino Rossi  | Maverick Viñales | Johann Zarco     | Maverick Viñales | Movistar Yamaha MotoGP | Yamaha        |
| 2  | 09.04. | GP von Argentinien    | Termas de Río Hondo | Maverick Viñales | Valentino Rossi  | Cal Crutchlow    | Marc Márquez     | Maverick Viñales | Maverick Viñales | Movistar Yamaha MotoGP | Yamaha        |
| 3  | 23.04. | GP of The Americas    | Austin              | Marc Márquez     | Valentino Rossi  | Dani Pedrosa     | Marc Márquez     | Marc Márquez     | Valentino Rossi  | Movistar Yamaha MotoGP | Yamaha        |
| 4  | 07.05. | GP von Spanien        | Jerez               | Dani Pedrosa     | Marc Márquez     | Jorge Lorenzo    | Dani Pedrosa     | Dani Pedrosa     | Valentino Rossi  | Movistar Yamaha MotoGP | Yamaha        |
| 5  | 21.05. | GP von Frankreich     | Le Mans             | Maverick Viñales | Johann Zarco     | Dani Pedrosa     | Maverick Viñales | Maverick Viñales | Maverick Viñales | Movistar Yamaha MotoGP | Yamaha        |
| 6  | 04.06. | GP von Italien        | Mugello             | Andrea Dovizioso | Maverick Viñales | Danilo Petrucci  | Maverick Viñales | Maverick Viñales | Maverick Viñales | Movistar Yamaha MotoGP | Yamaha        |
| 7  | 11.06. | GP von Katalonien     | Catalunya           | Andrea Dovizioso | Marc Márquez     | Dani Pedrosa     | Dani Pedrosa     | Jonas Folger     | Maverick Viñales | Movistar Yamaha MotoGP | Yamaha        |
| 8  | 25.06. | Dutch TT              | Assen               | Valentino Rossi  | Danilo Petrucci  | Marc Márquez     | Johann Zarco     | Scott Redding    | Andrea Dovizioso | Movistar Yamaha MotoGP | Yamaha        |
| 9  | 02.07. | GP von Deutschland    | Sachsenring         | Marc Márquez     | Jonas Folger     | Dani Pedrosa     | Marc Márquez     | Jonas Folger     | Marc Márquez     | Movistar Yamaha MotoGP | Yamaha        |
| 10 | 06.08. | GP von Tschechien     | Brünn               | Marc Márquez     | Dani Pedrosa     | Maverick Viñales | Marc Márquez     | Maverick Viñales | Marc Márquez     | Repsol Honda Team      | Yamaha        |
| 11 | 13.08. | GP von Österreich     | Red Bull Ring       | Andrea Dovizioso | Marc Márquez     | Dani Pedrosa     | Marc Márquez     | Johann Zarco     | Marc Márquez     | Repsol Honda Team      | Yamaha        |
| 12 | 27.08. | GP von Großbritannien | Silverstone         | Andrea Dovizioso | Maverick Viñales | Valentino Rossi  | Marc Márquez     | Marc Márquez     | Andrea Dovizioso | Movistar Yamaha MotoGP | Yamaha        |
| 13 | 10.09. | GP von San Marino     | Misano              | Marc Márquez     | Danilo Petrucci  | Andrea Dovizioso | Maverick Viñales | Marc Márquez     | Marc Márquez     | Repsol Honda Team      | Honda         |
| 14 | 24.09. | GP von Aragonien      | Aragón              | Marc Márquez     | Dani Pedrosa     | Jorge Lorenzo    | Maverick Viñales | Dani Pedrosa     | Marc Márquez     | Repsol Honda Team      | Honda         |
| 15 | 15.10. | GP von Japan          | Motegi              | Andrea Dovizioso | Marc Márquez     | Danilo Petrucci  | Johann Zarco     | Andrea Dovizioso | Marc Márquez     | Repsol Honda Team      | Honda         |
| 16 | 22.10. | GP von Australien     | Phillip Island      | Marc Márquez     | Valentino Rossi  | Maverick Viñales | Marc Márquez     | Johann Zarco     | Marc Márquez     | Repsol Honda Team      | Honda         |
| 17 | 29.10. | GP von Malaysia       | Sepang              | Andrea Dovizioso | Jorge Lorenzo    | Johann Zarco     | Dani Pedrosa     | Andrea Dovizioso | Marc Márquez     | Repsol Honda Team      | Honda         |
| 18 | 12.11. | GP von Valencia       | Valencia            | Dani Pedrosa     | Johann Zarco     | Marc Márquez     | Marc Márquez     | Johann Zarco     | Marc Márquez     | Repsol Honda Team      | Honda         |

### Rennberichte

#### Großer Preis von Katar
| Platz | Fahrer           | Team                   | Zeit          |
| ----- | ---------------- | ---------------------- | ------------- |
| 1     | Maverick Viñales | Movistar Yamaha MotoGP | 38:59,999 min |
| 2     | Andrea Dovizioso | Ducati Team            | + 0,461 s     |
| 3     | Valentino Rossi  | Movistar Yamaha MotoGP | + 1,928 s     |
| PP    | Maverick Viñales | Movistar Yamaha MotoGP | 1:54,316 min  |
| SR    | Johann Zarco     | Monster Yamaha Tech 3  | 1:55,990 min  |

Der Große Preis von Katar auf dem Losail International Circuit fand am 26. März 2017 statt und ging über eine Distanz von 20 Runden à 5,380 km, was einer Gesamtdistanz von 107,60 km entspricht.
Kurz vor dem Beginn des Rennens begann es leicht zu regnen. Deshalb wurde der Start zweimal um insgesamt 40 Minuten verschoben und die Renndistanz um zwei Runden verkürzt. Da zwei Aufwärmrunden gefahren wurden.

#### Großer Preis von Argentinien
| Platz | Fahrer           | Team                   | Zeit          |
| ----- | ---------------- | ---------------------- | ------------- |
| 1     | Maverick Viñales | Movistar Yamaha MotoGP | 41:45,060 min |
| 2     | Valentino Rossi  | Movistar Yamaha MotoGP | + 2,915 s     |
| 3     | Cal Crutchlow    | LCR Honda              | + 3,754 s     |
| PP    | Marc Márquez     | Repsol Honda Team      | 1:47,512 min  |
| SR    | Maverick Viñales | Movistar Yamaha MotoGP | 1:39,694 min  |

Der Große Preis von Argentinien auf dem Autódromo Termas de Río Hondo fand am 9. April 2016 statt und ging über eine Distanz von 25 Runden à 4,806 km, was einer Gesamtdistanz von 120,15 km entspricht.

#### Grand Prix of The Americas
| Platz | Fahrer          | Team                   | Zeit          |
| ----- | --------------- | ---------------------- | ------------- |
| 1     | Marc Márquez    | Repsol Honda Team      | 43:58,770 min |
| 2     | Valentino Rossi | Movistar Yamaha MotoGP | + 3,069 s     |
| 3     | Dani Pedrosa    | Repsol Honda Team      | + 5,112 s     |
| PP    | Marc Márquez    | Repsol Honda Team      | 2:02,741 min  |
| SR    | Marc Márquez    | Repsol Honda Team      | 2:04,899 min  |

Der Grand Prix of The Americas auf dem Circuit of The Americas fand am 23. April 2017 statt und ging über eine Distanz von 21 Runden à 5,513 km, was einer Gesamtdistanz von 115,773 km entspricht.

#### Großer Preis von Spanien
| Platz | Fahrer        | Team              | Zeit          |
| ----- | ------------- | ----------------- | ------------- |
| 1     | Dani Pedrosa  | Repsol Honda Team | 45:26,827 min |
| 2     | Marc Márquez  | Repsol Honda Team | + 6,136 s     |
| 3     | Jorge Lorenzo | Ducati Team       | + 14,767 s    |
| PP    | Dani Pedrosa  | Repsol Honda Team | 1:38,249 min  |
| SR    | Dani Pedrosa  | Repsol Honda Team | 1:40,243 min  |

Der Große Preis von Spanien auf dem Circuito de Jerez fand am 7. Mai 2017 statt und ging über eine Distanz von 27 Runden à 4,423 km, was einer Gesamtdistanz von 119,421 km entspricht.
Das Rennen gewann der Spanier Dani Pedrosa vor seinen Landsmännern Marc Márquez und Jorge Lorenzo. Es war ein Start-Ziel-Sieg für Pedrosa. Auf den weiteren Plätzen folgten Johann Zarco, Andrea Dovizioso und Maverick Viñales. Jonas Folger erreichte den achten Rang.

In der fünften Runde kollidierten der Australier Jack Miller und der Spanier Álvaro Bautista miteinander und stürzten. Miller wurde gegenüber Bautista, noch im Kiesbett, handgreiflich. Er wurde dafür nach dem Rennen mit einer Geldstrafe in Höhe von 1000 Euro bestraft.

#### Großer Preis von Frankreich
| Platz | Fahrer           | Team                   | Zeit          |
| ----- | ---------------- | ---------------------- | ------------- |
| 1     | Maverick Viñales | Movistar Yamaha MotoGP | 43:29,793 min |
| 2     | Johann Zarco     | Monster Yamaha Tech 3  | + 3,134 s     |
| 3     | Dani Pedrosa     | Repsol Honda Team      | + 7,717 s     |
| PP    | Maverick Viñales | Movistar Yamaha MotoGP | 1:31,994 min  |
| SR    | Maverick Viñales | Movistar Yamaha MotoGP | 1:32,309 min  |

Der Große Preis von Frankreich auf dem Circuit Bugatti fand am 21. Mai 2017 statt und ging über eine Distanz von 28 Runden à 4,185 km, was einer Gesamtdistanz von 117,18 km entspricht.

#### Großer Preis von Italien
| Platz | Fahrer           | Team                   | Zeit          |
| ----- | ---------------- | ---------------------- | ------------- |
| 1     | Andrea Dovizioso | Ducati Team            | 41:32,126 min |
| 2     | Maverick Viñales | Movistar Yamaha MotoGP | + 1,281 s     |
| 3     | Danilo Petrucci  | Octo Pramac Yakhnich   | + 2,334 s     |
| PP    | Maverick Viñales | Movistar Yamaha MotoGP | 1:46,575 min  |
| SR    | Maverick Viñales | Movistar Yamaha MotoGP | 1:47,643 min  |

Der Große Preis von Italien auf dem Autodromo Internazionale del Mugello fand am 4. Juni 2017 statt und ging über eine Distanz von 23 Runden à 5,245 km, was einer Gesamtdistanz von 120,635 km entspricht.

#### Großer Preis von Katalonien
| Platz | Fahrer           | Team                  | Zeit          |
| ----- | ---------------- | --------------------- | ------------- |
| 1     | Andrea Dovizioso | Ducati Team           | 44:41,518 min |
| 2     | Marc Márquez     | Repsol Honda Team     | + 3,544 s     |
| 3     | Dani Pedrosa     | Repsol Honda Team     | + 6,774 s     |
| PP    | Dani Pedrosa     | Repsol Honda Team     | 1:43,870 min  |
| SR    | Jonas Folger     | Monster Yamaha Tech 3 | 1:45,969 min  |

Der Große Preis von Katalonien auf dem Circuit de Barcelona-Catalunya fand am 11. Juni 2017 statt und ging über eine Distanz von 23 Runden à 4,655 km, was einer Gesamtdistanz von 107,065 km entspricht.

#### Dutch TT
| Platz | Fahrer          | Team                   | Zeit          |
| ----- | --------------- | ---------------------- | ------------- |
| 1     | Valentino Rossi | Movistar Yamaha MotoGP | 41:41,149 min |
| 2     | Danilo Petrucci | Octo Pramac Yakhnich   | + 0,063 s     |
| 3     | Marc Márquez    | Repsol Honda Team      | + 5,201 s     |
| PP    | Johann Zarco    | Monster Yamaha Tech 3  | 1:46,141 min  |
| SR    | Scott Redding   | Octo Pramac Yakhnich   | 1:34,617 min  |

Die 85. Durch TT auf dem TT Circuit Assen fand am 25. Juni 2017 statt und ging über eine Distanz von 26 Runden à 4,542 km, was einer Gesamtdistanz von 118,092 km entspricht.

#### Großer Preis von Deutschland
| Platz | Fahrer       | Team                  | Zeit          |
| ----- | ------------ | --------------------- | ------------- |
| 1     | Marc Márquez | Repsol Honda Team     | 40:59,525 min |
| 2     | Jonas Folger | Monster Yamaha Tech 3 | + 3,310 s     |
| 3     | Dani Pedrosa | Repsol Honda Team     | + 11,546 s    |
| PP    | Marc Márquez | Repsol Honda Team     | 1:27,302 min  |
| SR    | Jonas Folger | Monster Yamaha Tech 3 | 1:21,442 min  |

Der Große Preis von Deutschland auf dem Sachsenring fand am 2. Juli 2017 statt und ging über eine Distanz von 30 Runden à 3,671 km, was einer Gesamtdistanz von 110,13 km entspricht.

#### Großer Preis von Tschechien
| Platz | Fahrer           | Team                   | Zeit          |
| ----- | ---------------- | ---------------------- | ------------- |
| 1     | Marc Márquez     | Repsol Honda Team      | 44:15,974 min |
| 2     | Dani Pedrosa     | Repsol Honda Team      | + 12,438 s    |
| 3     | Maverick Viñales | Movistar Yamaha MotoGP | + 18,135 s    |
| PP    | Marc Márquez     | Repsol Honda Team      | 1:54,981 min  |
| SR    | Maverick Viñales | Movistar Yamaha MotoGP | 1:57,052 min  |

Der Große Preis von Tschechien auf dem Automotodrom Brno fand am 6. August 2017 statt und ging über eine Distanz von 22 Runden à 5,403 km, was einer Gesamtdistanz von 118,866 km entspricht.

#### Großer Preis von Österreich
| Platz | Fahrer           | Team                  | Zeit          |
| ----- | ---------------- | --------------------- | ------------- |
| 1     | Andrea Dovizioso | Ducati Team           | 39:43,323 min |
| 2     | Marc Márquez     | Repsol Honda Team     | + 0,176 s     |
| 3     | Dani Pedrosa     | Repsol Honda Team     | + 2,661 s     |
| PP    | Marc Márquez     | Repsol Honda Team     | 1:23,235 min  |
| SR    | Johann Zarco     | Monster Yamaha Tech 3 | 1:24,312 min  |

Der Große Preis von Österreich auf dem Red Bull Ring fand am 13. August 2017 statt und ging über eine Distanz von 28 Runden à 4,318 km, was einer Gesamtdistanz von 120,904 km entspricht.

#### Großer Preis von Großbritannien
| Platz | Fahrer           | Team                   | Zeit          |
| ----- | ---------------- | ---------------------- | ------------- |
| 1     | Andrea Dovizioso | Ducati Team            | 40:45,496 min |
| 2     | Maverick Viñales | Movistar Yamaha MotoGP | + 0,114 s     |
| 3     | Valentino Rossi  | Movistar Yamaha MotoGP | + 0,749 s     |
| PP    | Marc Márquez     | Repsol Honda Team      | 1:59,941 min  |
| SR    | Marc Márquez     | Repsol Honda Team      | 2:01,560 min  |

Der Große Preis von Großbritannien auf dem Silverstone Circuit fand am 27. August 2017 statt und ging über eine Distanz von 19 Runden à 5,900 km, was einer Gesamtdistanz von 112,10 km entspricht.

#### Großer Preis von San Marino
| Platz | Fahrer           | Team                   | Zeit          |
| ----- | ---------------- | ---------------------- | ------------- |
| 1     | Marc Márquez     | Repsol Honda Team      | 50:41,565 min |
| 2     | Danilo Petrucci  | Octo Pramac Yakhnich   | + 1,192 s     |
| 3     | Andrea Dovizioso | Ducati Team            | + 11,706 s    |
| PP    | Maverick Viñales | Movistar Yamaha MotoGP | 1:32,439 min  |
| SR    | Marc Márquez     | Repsol Honda Team      | 1:47,069 min  |

Der Große Preis von San Marino auf dem Misano World Circuit Marco Simoncelli fand am 10. September 2017 statt und ging über eine Distanz von 28 Runden à 4,226 km, was einer Gesamtdistanz von 118,328 km entspricht.

#### Großer Preis von Aragonien
| Platz | Fahrer           | Team                   | Zeit          |
| ----- | ---------------- | ---------------------- | ------------- |
| 1     | Marc Márquez     | Repsol Honda Team      | 42:06,816 min |
| 2     | Dani Pedrosa     | Repsol Honda Team      | + 0,879 s     |
| 3     | Jorge Lorenzo    | Ducati Team            | + 2,028 s     |
| PP    | Maverick Viñales | Movistar Yamaha MotoGP | 1:47,635 min  |
| SR    | Dani Pedrosa     | Repsol Honda Team      | 1:49,140 min  |

Der Große Preis von Aragonien fand am 24. September 2017 auf dem Motorland Aragón statt und ging über eine Distanz von 23 Runden à 5,078 km, was einer Gesamtdistanz von 116,794 km entspricht.

#### Großer Preis von Japan
| Platz | Fahrer           | Team                  | Zeit          |
| ----- | ---------------- | --------------------- | ------------- |
| 1     | Andrea Dovizioso | Ducati Team           | 47:14,236 min |
| 2     | Marc Márquez     | Repsol Honda Team     | + 0,249 s     |
| 3     | Danilo Petrucci  | Octo Pramac Yakhnich  | + 10,557 s    |
| PP    | Johann Zarco     | Monster Yamaha Tech 3 | 1:53,469 min  |
| SR    | Andrea Dovizioso | Ducati Team           | 1:56,568 min  |

Der Große Preis von Japan fand am 15. Oktober 2017 auf dem Twin Ring Motegi statt und ging über eine Distanz von 24 Runden à 4,801 km, was einer Gesamtdistanz von 115,224 km entspricht.

#### Großer Preis von Australien
| Platz | Fahrer           | Team                   | Zeit          |
| ----- | ---------------- | ---------------------- | ------------- |
| 1     | Marc Márquez     | Repsol Honda Team      | 40:49,772 min |
| 2     | Valentino Rossi  | Movistar Yamaha MotoGP | + 1,799 s     |
| 3     | Maverick Viñales | Movistar Yamaha MotoGP | + 1,826 s     |
| PP    | Marc Márquez     | Repsol Honda Team      | 1:28,386 min  |
| SR    | Johann Zarco     | Monster Yamaha Tech 3  | 1:29,572 min  |

Der Große Preis von Australien fand am 22. Oktober 2017 auf dem Phillip Island Circuit statt und ging über eine Distanz von 27 Runden à 4,448 km, was einer Gesamtdistanz von 120,096 km entspricht.

#### Großer Preis von Malaysia
| Platz | Fahrer           | Team                  | Zeit          |
| ----- | ---------------- | --------------------- | ------------- |
| 1     | Andrea Dovizioso | Ducati Team           | 44:51,497 min |
| 2     | Jorge Lorenzo    | Ducati Team           | + 0,743 s     |
| 3     | Johann Zarco     | Monster Yamaha Tech 3 | + 9,738 s     |
| PP    | Dani Pedrosa     | Repsol Honda Team     | 1:59,212 min  |
| SR    | Andrea Dovizioso | Ducati Team           | 2:13,084 min  |

Der Große Preis von Malaysia fand am 29. Oktober 2017 auf dem Sepang International Circuit statt und ging über eine Distanz von 20 Runden à 5,543 km, was einer Gesamtdistanz von 110,86 km entspricht.

#### Großer Preis von Valencia
| Platz | Fahrer       | Team                  | Zeit          |
| ----- | ------------ | --------------------- | ------------- |
| 1     | Dani Pedrosa | Repsol Honda Team     | 46:08,125 min |
| 2     | Johann Zarco | Monster Yamaha Tech 3 | + 0,337 s     |
| 3     | Marc Márquez | Repsol Honda Team     | + 10,861 s    |
| PP    | Marc Márquez | Repsol Honda Team     | 1:29,897 min  |
| SR    | Johann Zarco | Monster Yamaha Tech 3 | 1:31,576 min  |

Der Große Preis von Valencia fand am 12. November 2017 auf dem Circuit Ricardo Tormo statt und ging über eine Distanz von 30 Runden à 4,005 km, was einer Gesamtdistanz von 120,15 km entspricht.

### Qualifying-/ Rennduelle
Diese beiden Tabellen zeigen, welche Fahrer im jeweiligen Team die besseren Platzierungen im Qualifying bzw. im Rennen erreicht haben.

| Fahrer                      | :                 | Fahrer               |
| Repsol Honda Team           | Repsol Honda Team | Repsol Honda Team    |
| --------------------------- | ----------------- | -------------------- |
| Marc Márquez                | 13:4              | Dani Pedrosa         |
| Movistar Yamaha MotoGP      |                   |                      |
| Valentino Rossi             | 7:9               | Maverick Viñales     |
| Ducati Team                 |                   |                      |
| Jorge Lorenzo               | 8:9               | Andrea Dovizioso     |
| Monster Yamaha Tech 3       |                   |                      |
| Johann Zarco                | 10:3              | Jonas Folger         |
| Johann Zarco                | 1:0               | Kohta Nozane         |
| Johann Zarco                | 1:0               | Broc Parkes          |
| Johann Zarco                | 2:0               | Michael van der Mark |
| Team Suzuki Ecstar          |                   |                      |
| Andrea Iannone              | 7:5               | Álex Rins            |
| Andrea Iannone              | 1:0               | Takuya Tsuda         |
| Andrea Iannone              | 2:0               | Sylvain Guintoli     |
| Octo Pramac Yakhnich        |                   |                      |
| Danilo Petrucci             | 13:4              | Scott Redding        |
| Marc VDS Racing Team        |                   |                      |
| Jack Miller                 | 15:1              | Esteve Rabat         |
| Hiroshi Aoyama              | 0:1               | Esteve Rabat         |
| Avintia Racing              |                   |                      |
| Héctor Barberá              | 5:12              | Loris Baz            |
| Aprilia Racing Team Gresini |                   |                      |
| Aleix Espargaró             | 14:2              | Sam Lowes            |
| Pull & Bear Aspar Team      |                   |                      |
| Álvaro Bautista             | 11:6              | Karel Abraham        |
| Red Bull KTM Factory Racing |                   |                      |
| Bradley Smith               | 2:14              | Pol Espargaró        |

| Fahrer                      | :                 | Fahrer               |
| Repsol Honda Team           | Repsol Honda Team | Repsol Honda Team    |
| --------------------------- | ----------------- | -------------------- |
| Marc Márquez                | 13:4              | Dani Pedrosa         |
| Movistar Yamaha MotoGP      |                   |                      |
| Valentino Rossi             | 6:11              | Maverick Viñales     |
| Ducati Team                 |                   |                      |
| Jorge Lorenzo               | 2:14              | Andrea Dovizioso     |
| Monster Yamaha Tech 3       |                   |                      |
| Johann Zarco                | 9:4               | Jonas Folger         |
| Johann Zarco                | 1:0               | Kohta Nozane         |
| Johann Zarco                | 1:0               | Broc Parkes          |
| Johann Zarco                | 2:0               | Michael van der Mark |
| Team Suzuki Ecstar          |                   |                      |
| Andrea Iannone              | 8:5               | Álex Rins            |
| Andrea Iannone              | 0:1               | Takuya Tsuda         |
| Andrea Iannone              | 3:0               | Sylvain Guintoli     |
| Octo Pramac Yakhnich        |                   |                      |
| Danilo Petrucci             | 11:6              | Scott Redding        |
| Marc VDS Racing Team        |                   |                      |
| Jack Miller                 | 12:4              | Esteve Rabat         |
| Hiroshi Aoyama              | 0:1               | Esteve Rabat         |
| Avintia Racing              |                   |                      |
| Héctor Barberá              | 9:9               | Loris Baz            |
| Aprilia Racing Team Gresini |                   |                      |
| Aleix Espargaró             | 9:4               | Sam Lowes            |
| Pull & Bear Aspar Team      |                   |                      |
| Álvaro Bautista             | 10:6              | Karel Abraham        |
| Red Bull KTM Factory Racing |                   |                      |
| Bradley Smith               | 6:11              | Pol Espargaró        |

### Fahrerwertung
| Pos. | Fahrer               | Maschine | QAT | ARG | AME | ESP | FRA | ITA | CAT | NED | GER | CZE | AUT | GBR | RSM | ARA | JPN | AUS | MAL | VAL | Gesamt |
| ---- | -------------------- | -------- | --- | --- | --- | --- | --- | --- | --- | --- | --- | --- | --- | --- | --- | --- | --- | --- | --- | --- | ------ |
| 1    | Marc Márquez         | Honda    | 4   | DNF | 1   | 2   | DNF | 6   | 2   | 3   | 1   | 1   | 2   | DNF | 1   | 1   | 2   | 1   | 4   | 3   | 298    |
| 2    | Andrea Dovizioso     | Ducati   | 2   | DNF | 6   | 5   | 4   | 1   | 1   | 5   | 8   | 6   | 1   | 1   | 3   | 7   | 1   | 13  | 1   | DNF | 261    |
| 3    | Maverick Viñales     | Yamaha   | 1   | 1   | DNF | 6   | 1   | 2   | 10  | DNF | 4   | 3   | 6   | 2   | 4   | 4   | 9   | 3   | 9   | 12  | 230    |
| 4    | Dani Pedrosa         | Honda    | 5   | DNF | 3   | 1   | 3   | DNF | 3   | 13  | 3   | 2   | 3   | 7   | 14  | 2   | DNF | 12  | 5   | 1   | 210    |
| 5    | Valentino Rossi      | Yamaha   | 3   | 2   | 2   | 10  | DNF | 4   | 8   | 1   | 5   | 4   | 7   | 3   | INJ | 5   | DNF | 2   | 7   | 5   | 208    |
| 6    | Johann Zarco         | Yamaha   | DNF | 5   | 5   | 4   | 2   | 7   | 5   | 14  | 9   | 12  | 5   | 6   | DNF | 9   | 8   | 4   | 3   | 2   | 173    |
| 7    | Jorge Lorenzo        | Ducati   | 11  | DNF | 9   | 3   | 6   | 8   | 4   | 15  | 11  | 15  | 4   | 5   | DNF | 3   | 6   | 15  | 2   | DNF | 137    |
| 8    | Danilo Petrucci      | Ducati   | DNF | 7   | 8   | 7   | DNF | 3   | DNF | 2   | 12  | 7   | DNF | DNF | 2   | 20  | 3   | 21  | 6   | 13  | 124    |
| 9    | Cal Crutchlow        | Honda    | DNF | 3   | 4   | DNF | 5   | DNF | 11  | 4   | 10  | 5   | 15  | 4   | 13  | DNF | DNF | 5   | 15  | 8   | 112    |
| 10   | Jonas Folger         | Yamaha   | 10  | 6   | 11  | 8   | 7   | 13  | 6   | DNF | 2   | 10  | DNF | INJ | 9   | 16  | INJ | INJ | INJ | INJ | 84     |
| 11   | Jack Miller          | Honda    | 8   | 9   | 10  | DNF | 8   | 15  | DNF | 6   | 15  | 14  | DNF | 16  | 6   | 13  | INJ | 7   | 8   | 7   | 82     |
| 12   | Álvaro Bautista      | Ducati   | DNF | 4   | 15  | DNF | DNF | 5   | 7   | DNF | 6   | DNF | 8   | 10  | 12  | 8   | DNF | 17  | 11  | DNF | 75     |
| 13   | Andrea Iannone       | Suzuki   | DNF | 16  | 7   | DNF | 10  | 10  | 16  | 9   | DNF | 19  | 11  | DNF | DNF | 12  | 4   | 6   | 17  | 6   | 70     |
| 14   | Scott Redding        | Ducati   | 7   | 8   | 12  | 11  | DNF | 12  | 13  | DNF | 20  | 16  | 12  | 8   | 7   | 14  | 16  | 11  | 13  | DNF | 64     |
| 15   | Aleix Espargaró      | Aprilia  | 6   | DNF | 17  | 9   | DNF | DNF | DNF | 10  | 7   | 8   | 13  | DNF | DNF | 6   | 7   | DNF | INJ | DNF | 62     |
| 16   | Álex Rins            | Suzuki   | 9   | DNF | INJ | INJ | INJ | INJ | INJ | 17  | 21  | 11  | 16  | 9   | 8   | 17  | 5   | 8   | DNF | 4   | 59     |
| 17   | Pol Espargaró        | KTM      | 16  | 14  | DNF | DNF | 12  | DNF | 18  | 11  | 13  | 9   | DNF | 11  | 11  | 10  | 11  | 9   | 10  | DNF | 55     |
| 18   | Loris Baz            | Ducati   | 12  | 11  | DNF | 13  | 9   | 18  | 12  | 8   | 19  | DNF | 9   | 15  | 15  | 21  | 10  | 18  | DNF | 16  | 46     |
| 19   | Esteve Rabat         | Honda    | 15  | 12  | 13  | DNF | 11  | 11  | 15  | 12  | 18  | 17  | 19  | 12  | DNF | 15  | 15  | 16  | 18  | 10  | 35     |
| 20   | Karel Abraham        | Ducati   | 14  | 10  | DNF | 15  | DNF | 16  | 14  | 7   | 17  | 13  | 14  | 13  | 16  | DNF | DNF | 14  | DNF | 14  | 32     |
| 21   | Bradley Smith        | KTM      | 17  | 15  | 16  | 14  | 13  | 20  | INJ | DNF | 14  | DNF | 18  | 17  | 10  | 19  | 17  | 10  | 12  | 11  | 29     |
| 22   | Héctor Barberá       | Ducati   | 13  | 13  | 14  | 12  | DNF | 14  | 9   | 16  | DSQ | 20  | 17  | 14  | DNF | 18  | 14  | 20  | 14  | 15  | 28     |
| 23   | Michele Pirro        | Ducati   |     |     |     |     |     | 9   |     |     |     |     |     |     | 5   |     |     |     |     | 9   | 25     |
| 24   | Mika Kallio          | KTM      |     |     |     |     |     |     |     |     | 16  |     | 10  |     |     | 11  |     |     |     | DNF | 11     |
| 25   | Sam Lowes            | Aprilia  | 18  | DNF | DNF | 16  | 14  | 19  | 19  | DNF | DNF | 18  | 20  | DNF | DNF | 22  | 13  | 19  | DNF | DNF | 5      |
| 26   | Katsuyuki Nakasuga   | Yamaha   |     |     |     |     |     |     |     |     |     |     |     |     |     |     | 12  |     |     |     | 4      |
| 27   | Sylvain Guintoli     | Suzuki   |     |     |     |     | 15  | 17  | 17  |     |     |     |     |     |     |     |     |     |     |     | 1      |
| 28   | Michael van der Mark | Yamaha   |     |     |     |     |     |     |     |     |     |     |     |     |     |     |     |     | 16  | 17  | 0      |
| 29   | Takuya Tsuda         | Suzuki   |     |     |     | 17  |     |     |     |     |     |     |     |     |     |     |     |     |     |     | 0      |
| 30   | Hiroshi Aoyama       | Honda    |     |     |     |     |     |     |     |     |     |     |     |     |     |     | 18  |     |     |     | 0      |
| 31   | Broc Parkes          | Yamaha   |     |     |     |     |     |     |     |     |     |     |     |     |     |     |     | 22  |     |     | 0      |
| 32   | Kohta Nozane         | Yamaha   |     |     |     |     |     |     |     |     |     |     |     |     |     |     | DNF |     |     |     | 0      |

| Farbe         | Bedeutung                               |
| ------------- | --------------------------------------- |
| Gold          | Sieger                                  |
| Silber        | 2. Platz                                |
| Bronze        | 3. Platz                                |
| Grün          | Platzierung in den Punkten              |
| Blau          | Klassifiziert außerhalb der Punkteränge |
| Violett       | Rennen nicht beendet (DNF)              |
| Violett       | nicht klassifiziert (NC)                |
| Rot           | nicht qualifiziert (DNQ)                |
| Schwarz       | disqualifiziert (DSQ)                   |
| Weiß          | nicht am Start (DNS)                    |
| Weiß          | zurückgezogen (WD)                      |
| Weiß          | Rennen abgesagt (C)                     |
| ohne Farbe    | nicht am Training teilgenommen (DNP)    |
| ohne Farbe    | verletzt oder krank (INJ)               |
| ohne Farbe    | ausgeschlossen (EX)                     |
| ohne Farbe    | nicht erschienen (DNA)                  |
| fett          | Pole-Position                           |
| kursiv        | Schnellste Rennrunde                    |
| unterstrichen | WM-Führung                              |
| hochgestellt  | Platzierung im Sprintrennen             |

### Konstrukteurswertung
| Pos. | Konstrukteur | QAT | ARG | AME | ESP | FRA | ITA | CAT | NED | GER | CZE | AUT | GBR | RSM | ARA | JPN | AUS | MAL | VAL | Gesamt |
| ---- | ------------ | --- | --- | --- | --- | --- | --- | --- | --- | --- | --- | --- | --- | --- | --- | --- | --- | --- | --- | ------ |
| 1    | Honda        | 4   | 3   | 1   | 1   | 3   | 6   | 2   | 3   | 1   | 1   | 2   | 4   | 1   | 1   | 2   | 1   | 4   | 1   | 357    |
| 2    | Yamaha       | 1   | 1   | 2   | 4   | 1   | 2   | 5   | 1   | 2   | 3   | 5   | 2   | 4   | 4   | 8   | 2   | 3   | 2   | 321    |
| 3    | Ducati       | 2   | 4   | 6   | 3   | 4   | 1   | 1   | 2   | 6   | 6   | 1   | 1   | 2   | 3   | 1   | 11  | 1   | 9   | 310    |
| 4    | Suzuki       | 9   | 16  | 7   | 17  | 10  | 10  | 16  | 9   | 21  | 11  | 11  | 9   | 8   | 12  | 4   | 6   | 17  | 4   | 100    |
| 5    | KTM          | 16  | 14  | 16  | 14  | 12  | 20  | 18  | 11  | 13  | 9   | 10  | 11  | 10  | 10  | 11  | 9   | 10  | 11  | 69     |
| 6    | Aprilia      | 6   | DNF | 17  | 9   | 14  | 19  | 19  | 10  | 7   | 8   | 13  | DNF | DNF | 6   | 7   | 19  | DNF | DNF | 64     |

### Teamwertung
| Pos. | Team                           | QAT | ARG | AME | ESP | FRA | ITA | CAT | NED | GER | CZE | AUT | GBR | RSM | ARA | JPN | AUS | MAL | VAL | Gesamt |
| ---- | ------------------------------ | --- | --- | --- | --- | --- | --- | --- | --- | --- | --- | --- | --- | --- | --- | --- | --- | --- | --- | ------ |
| 1    | Repsol Honda Team              | 24  | DNF | 41  | 45  | 16  | 10  | 36  | 19  | 41  | 45  | 36  | 9   | 27  | 45  | 20  | 29  | 24  | 41  | 508    |
| 2    | Movistar Yamaha MotoGP         | 41  | 45  | 20  | 16  | 25  | 33  | 14  | 25  | 24  | 29  | 19  | 36  | 13  | 24  | 7   | 36  | 16  | 15  | 438    |
| 3    | Ducati Racing Team             | 25  | DNF | 17  | 27  | 23  | 33  | 38  | 12  | 13  | 11  | 38  | 36  | 16  | 25  | 35  | 4   | 45  | DNF | 398    |
| 4    | Monster Yamaha Tech 3          | 6   | 21  | 16  | 21  | 29  | 12  | 21  | 2   | 27  | 10  | 11  | 10  | 7   | 7   | 8   | 13  | 16  | 20  | 257    |
| 5    | Octo Pramac Yakhnich           | 9   | 17  | 12  | 14  | DNF | 20  | 3   | 20  | 4   | 9   | 4   | 8   | 29  | 2   | 16  | 5   | 13  | 3   | 188    |
| 6    | Team Suzuki Ecstar             | 7   | 0   | 9   | 0   | 7   | 6   | 0   | 7   | 0   | 5   | 5   | 7   | 8   | 4   | 24  | 18  | 0   | 23  | 130    |
| 7    | Estrella Galicia 0,0 Marc VDS  | 9   | 11  | 9   | DNF | 13  | 6   | 1   | 14  | 1   | 2   | 0   | 4   | 10  | 4   | 1   | 9   | 8   | 15  | 117    |
| 8    | LCR Honda                      | DNF | 16  | 13  | DNF | 11  | DNF | 5   | 13  | 6   | 11  | 1   | 13  | 3   | DNF | DNF | 11  | 1   | 8   | 112    |
| 9    | Aspar MotoGP Team              | 2   | 19  | 1   | 1   | DNF | 11  | 11  | 9   | 10  | 3   | 10  | 9   | 4   | 8   | DNF | 2   | 5   | 2   | 107    |
| 10   | Red Bull KTM Factory Racing    | 0   | 3   | 0   | 2   | 7   | 0   | 0   | 5   | 5   | 7   | 0   | 5   | 11  | 6   | 5   | 13  | 10  | 5   | 84     |
| 11   | Avintia Racing                 | 7   | 8   | 2   | 7   | 7   | 2   | 11  | 8   | 0   | 0   | 7   | 3   | 1   | 0   | 8   | 0   | 2   | 1   | 74     |
| 12   | Aprilia Racing Team Gresini    | 10  | DNF | 0   | 7   | 2   | 0   | 0   | 6   | 9   | 8   | 3   | DNF | DNF | 10  | 12  | 0   | DNF | DNF | 67     |
| 13   | Yamalube Yamaha Factory Racing |     |     |     |     |     |     |     |     |     |     |     |     |     |     | 4   |     |     |     | 4      |

| Legende  | Legende                                 |
| Farbe    | Bedeutung                               |
| -------- | --------------------------------------- |
| Grün     | Erreichte Punkte                        |
| Blau     | Klassifiziert außerhalb der Punkteränge |
| Violett  | Rennen nicht beendet (DNF)              |
| Violett  | nicht klassifiziert (NC)                |
| Rot      | nicht qualifiziert (DNQ)                |
| Schwarz  | disqualifiziert (DSQ)                   |
| Weiß     | nicht am Start (DNS)                    |
| Weiß     | zurückgezogen (WD)                      |
| Weiß     | Rennen abgesagt (C)                     |
| ohne     | nicht am Training teilgenommen (DNP)    |
| ohne     | ausgeschlossen (EX)                     |
| ohne     | nicht erschienen (DNA)                  |
| Sonstige | Doppelsieg (fett)                       |

## Moto2-Klasse

### Teams und Fahrer
Die Auflistung der Teams und Fahrer entspricht der offiziellen Starterliste der FIM. Ersatz- und Wildcardfahrer sind in dieser Übersicht gesondert gekennzeichnet.
| Nr. | Fahrer                 | Nation             | Team                           | Motorrad    |
| --- | ---------------------- | ------------------ | ------------------------------ | ----------- |
| 2 | Jesko Raffin           | Schweiz            | Garage Plus Interwetten        | Kalex       |
| 4 | Steven Odendaal 1b     | Südafrika          | NTS                            | NTS         |
| 5 | Andrea Locatelli       | Italien            | Italtrans Racing Team          | Kalex       |
| 6 | Tarran Mackenzie 2b    | Großbritannien     | Kiefer Racing                  | Suter       |
| 7 | Lorenzo Baldassarri    | Italien            | Forward Team                   | Kalex       |
| 8 | Saeed Al Sulaiti 3b    | Katar              | QMMF Racing                    | Speed Up    |
| 9 | Jorge Navarro          | Spanien            | Federal Oil Gresini Moto2      | Kalex       |
| 10 | Luca Marini            | Italien            | Forward Team                   | Kalex       |
| 11 | Sandro Cortese         | Deutschland        | Dynavolt Intact GP             | Suter       |
| 12 | Thomas Lüthi           | Schweiz            | CarXpert Interwetten           | Kalex       |
| 14 | Héctor Garzó 4b        | Spanien            | Tech 3 Racing                  | Mistral 610 |
| 15 | Alex De Angelis        | San Marino         | Tasca Racing Scuderia Moto2 5b | Kalex       |
| 15 | Alex De Angelis        | San Marino         | Tech 3 Racing 6b               | Suter       |
| 19 | Xavier Siméon          | Belgien            | Tasca Racing Scuderia Moto2    | Kalex       |
| 20 | Joe Roberts            | Vereinigte Staaten | AGR Team                       | Kalex       |
| 21 | Franco Morbidelli      | Italien            | Estrella Galicia 0,0 Marc VDS  | Kalex       |
| 22 | Federico Fuligni       | Italien            | Kiefer Racing 7b               | Suter       |
| 22 | Federico Fuligni       | Italien            | Forward Junior Team 8b         | Kalex       |
| 22 | Federico Fuligni       | Italien            | Forward Team 9b                | Kalex       |
| 23 | Marcel Schrötter       | Deutschland        | Dynavolt Intact GP             | Suter       |
| 24 | Simone Corsi           | Italien            | Speed Up                       | Speed Up    |
| 26 | Dimas Ekky Pratama 10b | Indonesien         | Federal Oil Gresini Moto2      | Kalex       |
| 27 | Iker Lecuona           | Spanien            | Garage Plus Interwetten        | Kalex       |
| 30 | Takaaki Nakagami       | Japan              | IDEMITSU Honda Team Asia       | Kalex       |
| 32 | Isaac Viñales          | Spanien            | SAG Team                       | Kalex       |
| 33 | Ikuhiro Enokido 11b    | Japan              | Teluru MOTOBUM Racing Team     | Kalex       |
| 34 | Ryo Mizuno 12b         | Japan              | MuSASHi RT HARC-RRO            | Kalex       |
| 37 | Augusto Fernández 13b  | Spanien            | Speed Up                       | Speed Up    |
| 40 | Fabio Quartararo       | Frankreich         | Páginas Amarillas HP 40        | Kalex       |
| 41 | Brad Binder            | Südafrika          | Red Bull KTM Ajo               | KTM         |
| 42 | Francesco Bagnaia      | Italien            | Sky Racing Team VR46           | Kalex       |
| 44 | Miguel Oliveira        | Portugal           | Red Bull KTM Ajo               | KTM         |
| 45 | Tetsuta Nagashima      | Japan              | SAG Team                       | Kalex       |
| 47 | Axel Bassani 14b       | Italien            | Speed Up                       | Speed Up    |
| 49 | Axel Pons              | Spanien            | RW Racing GP                   | Kalex       |
| 51 | Eric Granado 15b       | Brasilien          | Promoracing                    | Kalex       |
| 52 | Danny Kent             | Großbritannien     | Kiefer Racing 16b              | Suter       |
| 52 | Danny Kent             | Großbritannien     | Garage Plus Interwetten 17b    | Kalex       |
| 52 | Danny Kent             | Großbritannien     | Dynavolt Intact GP 18b         | Suter       |
| 54 | Mattia Pasini          | Italien            | Italtrans Racing Team          | Kalex       |
| 55 | Hafizh Syahrin         | Malaysia           | Petronas Raceline Malaysia     | Kalex       |
| 57 | Edgar Pons             | Spanien            | Páginas Amarillas HP 40        | Kalex       |
| 60 | Julián Simón           | Spanien            | Garage Plus Interwetten 19b    | Kalex       |
| 60 | Julián Simón           | Spanien            | Tech 3 Racing 20b              | Mistral 610 |
| 62 | Stefano Manzi          | Italien            | Sky Racing Team VR46           | Kalex       |
| 68 | Yonny Hernández        | Kolumbien          | AGR Team                       | Kalex       |
| 73 | Álex Márquez           | Spanien            | Estrella Galicia 0,0 Marc VDS  | Kalex       |
| 77 | Dominique Aegerter     | Schweiz            | Kiefer Racing                  | Suter       |
| 87 | Remy Gardner           | Australien         | Tech 3 Racing                  | Mistral 610 |
| 88 | Ricard Cardús          | Spanien            | Speed Up 21b                   | Speed Up    |
| 88 | Ricard Cardús          | Spanien            | Red Bull KTM Ajo 22b           | KTM         |
| 88 | Ricard Cardús          | Spanien            | CarXpert Interwetten 23b       | Kalex       |
| 89 | Khairul Idham Pawi     | Malaysia           | IDEMITSU Honda Team Asia       | Kalex       |
| 94 | Jake Dixon             | Großbritannien     | Dynavolt Intact GP 24b         | Suter       |
| 94 | Jake Dixon             | Großbritannien     | Dynavolt Intact GP 25b         | Suter       |
| 97 | Xavi Vierge            | Spanien            | Tech 3 Racing                  | Mistral 610 |
| 98 | Karel Hanika 26b       | Tschechien         | Willirace Team                 | Kalex       |
| 1b Wildcard in Aragonien 2b Stammfahrer ab Le Mans (Ersatz für Kent) 3b Wildcard in Katar 4b Ersatz für Vierge in Deutschland 5b Ersatz für Siméon in Großbritannien und Malaysia 6b Ersatz für Schrötter in San Marino 7b Ersatz für Kent in Jerez 8b Wildcard in Mugello, Katalonien, San Marino und Aragonien 9b Ersatz für Baldassarri in Deutschland 10b Ersatz für Navarro in Malaysia 11b Wildcard in Japan 12b Wildcard in Japan 13b Stammfahrer ab Mugello (Ersatz für Bassani) 14b Stammfahrer bis Frankreich 15b Wildcard in Valencia 16b Stammfahrer bis Argentinien 17b Ersatz für Lecuona in Italien 18b Ersatz für Schrötter in Österreich 19b Ersatz für Lecuona in Katar und Argentinien 20b Ersatz für Gardner beim Grand Prix of The Americas 21b Ersatz für Bassani in Katar 22b Ersatz für Binder beim Grand Prix of The Americas, in Jerez & Le Mans 23b Ersatz für Lüthi in Valencia 24b Ersatz für Schrötter in Großbritannien 25b Wildcard in Valencia 26b Wildcard in Tschechien |                        |                    |                                |             |

| Legende         |
| --------------- |
| Stammfahrer     |
| Wildcard-Fahrer |
| Ersatzfahrer    |

### Rennergebnisse
| #  | Datum  | Rennen                | Strecke             | Platz 1           | Platz 2           | Platz 3           | Pole-Position     | Schn. Rennrunde   | Gesamtführung     | Gesamtführung |
| #  | Datum  | Rennen                | Strecke             | Platz 1           | Platz 2           | Platz 3           | Pole-Position     | Schn. Rennrunde   | Fahrer            | Konstrukteur  |
| -- | ------ | --------------------- | ------------------- | ----------------- | ----------------- | ----------------- | ----------------- | ----------------- | ----------------- | ------------- |
| 1  | 26.03. | GP von Katar          | Losail              | Franco Morbidelli | Thomas Lüthi      | Takaaki Nakagami  | Franco Morbidelli | Franco Morbidelli | Franco Morbidelli | Kalex         |
| 2  | 09.04. | GP von Argentinien    | Termas de Río Hondo | Franco Morbidelli | Miguel Oliveira   | Thomas Lüthi      | Miguel Oliveira   | Miguel Oliveira   | Franco Morbidelli | Kalex         |
| 3  | 23.04. | GP of The Americas    | Austin              | Franco Morbidelli | Thomas Lüthi      | Takaaki Nakagami  | Franco Morbidelli | Franco Morbidelli | Franco Morbidelli | Kalex         |
| 4  | 07.05. | GP von Spanien        | Jerez               | Álex Márquez      | Francesco Bagnaia | Miguel Oliveira   | Álex Márquez      | Franco Morbidelli | Franco Morbidelli | Kalex         |
| 5  | 21.05. | GP von Frankreich     | Le Mans             | Franco Morbidelli | Francesco Bagnaia | Thomas Lüthi      | Thomas Lüthi      | Franco Morbidelli | Franco Morbidelli | Kalex         |
| 6  | 04.06. | GP von Italien        | Mugello             | Mattia Pasini     | Thomas Lüthi      | Álex Márquez      | Franco Morbidelli | Thomas Lüthi      | Franco Morbidelli | Kalex         |
| 7  | 11.06. | GP von Katalonien     | Catalunya           | Álex Márquez      | Thomas Lüthi      | Miguel Oliveira   | Álex Márquez      | Álex Márquez      | Franco Morbidelli | Kalex         |
| 8  | 25.06. | Dutch TT              | Assen               | Franco Morbidelli | Thomas Lüthi      | Takaaki Nakagami  | Franco Morbidelli | Franco Morbidelli | Franco Morbidelli | Kalex         |
| 9  | 02.07. | GP von Deutschland    | Sachsenring         | Franco Morbidelli | Miguel Oliveira   | Francesco Bagnaia | Franco Morbidelli | Miguel Oliveira   | Franco Morbidelli | Kalex         |
| 10 | 06.08. | GP von Tschechien     | Brünn               | Thomas Lüthi      | Álex Márquez      | Miguel Oliveira   | Mattia Pasini     | Thomas Lüthi      | Franco Morbidelli | Kalex         |
| 11 | 13.08. | GP von Österreich     | Red Bull Ring       | Franco Morbidelli | Álex Márquez      | Thomas Lüthi      | Mattia Pasini     | Álex Márquez      | Franco Morbidelli | Kalex         |
| 12 | 27.08. | GP von Großbritannien | Silverstone         | Takaaki Nakagami  | Mattia Pasini     | Franco Morbidelli | Mattia Pasini     | Franco Morbidelli | Franco Morbidelli | Kalex         |
| 13 | 10.09. | GP von San Marino     | Misano              | Thomas Lüthi      | Hafizh Syahrin    | Francesco Bagnaia | Mattia Pasini     | Brad Binder       | Franco Morbidelli | Kalex         |
| 14 | 24.09. | GP von Aragonien      | Aragón              | Franco Morbidelli | Mattia Pasini     | Miguel Oliveira   | Miguel Oliveira   | Mattia Pasini     | Franco Morbidelli | Kalex         |
| 15 | 15.10. | GP von Japan          | Motegi              | Álex Márquez      | Xavi Vierge       | Hafizh Syahrin    | Takaaki Nakagami  | Álex Márquez      | Franco Morbidelli | Kalex         |
| 16 | 22.10. | GP von Australien     | Phillip Island      | Miguel Oliveira   | Brad Binder       | Franco Morbidelli | Mattia Pasini     | Brad Binder       | Franco Morbidelli | Kalex         |
| 17 | 29.10. | GP von Malaysia       | Sepang              | Miguel Oliveira   | Brad Binder       | Franco Morbidelli | Franco Morbidelli | Miguel Oliveira   | Franco Morbidelli | Kalex         |
| 18 | 12.11. | GP von Valencia       | Valencia            | Miguel Oliveira   | Franco Morbidelli | Brad Binder       | Álex Márquez      | Franco Morbidelli | Franco Morbidelli | Kalex         |

### Fahrerwertung
| Pos. | Fahrer              | Maschine | QAT | ARG | AME | ESP | FRA | ITA | CAT | NED | GER | CZE   | AUT | GBR | RSM | ARA | JPN | AUS | MAL | VAL | Gesamt |
| ---- | ------------------- | -------- | --- | --- | --- | --- | --- | --- | --- | --- | --- | ----- | --- | --- | --- | --- | --- | --- | --- | --- | ------ |
| 1    | Franco Morbidelli   | Kalex    | 1   | 1   | 1   | DNF | 1   | 4   | 5   | 1   | 1   | 8     | 1   | 3   | DNF | 1   | 8   | 3   | 3   | 2   | 308    |
| 2    | Thomas Lüthi        | Kalex    | 2   | 3   | 2   | 8   | 3   | 2   | 2   | 2   | DNF | 1     | 3   | 4   | 1   | 4   | 11  | 10  | INJ | INJ | 243    |
| 3    | Miguel Oliveira     | KTM      | 4   | 2   | 6   | 3   | 17  | 5   | 3   | 5   | 2   | 3     | DNF | 8   | DNF | 3   | 7   | 1   | 1   | 1   | 241    |
| 4    | Álex Márquez        | Kalex    | 5   | 21  | 4   | 1   | 4   | 3   | 1   | 6   | DNF | 2     | 2   | 14  | INJ | DNF | 1   | 6   | DNF | 5   | 201    |
| 5    | Francesco Bagnaia   | Kalex    | 12  | 7   | 16  | 2   | 2   | 22  | 13  | 10  | 3   | 7     | 4   | 5   | 3   | 10  | 4   | 12  | 5   | 4   | 174    |
| 6    | Mattia Pasini       | Kalex    | 24  | 20  | 22  | 4   | 5   | 1   | DSQ | 4   | 5   | DNF   | 5   | 2   | DNF | 2   | 5   | DNF | 4   | 19  | 148    |
| 7    | Takaaki Nakagami    | Kalex    | 3   | DNF | 3   | 21  | 7   | DNF | 10  | 3   | 10  | 24    | 6   | 1   | 10  | 8   | 6   | DNF | DNF | 7   | 137    |
| 8    | Brad Binder         | KTM      | 20  | 9   | INJ | INJ | INJ | 10  | 17  | 13  | 7   | 12    | 7   | 9   | 4   | 5   | DNF | 2   | 2   | 3   | 125    |
| 9    | Simone Corsi        | Speed Up | 17  | 6   | 7   | DNF | 8   | 8   | 11  | DNF | 4   | 6     | 11  | 6   | 7   | 7   | 21  | 7   | 11  | 9   | 117    |
| 10   | Hafizh Syahrin      | Kalex    | DNF | 10  | 11  | 13  | 11  | 12  | 9   | 8   | 11  | 15    | 10  | 17  | 2   | 16  | 3   | 16  | 6   | 6   | 106    |
| 11   | Xavi Vierge         | Tech 3   | 9   | 5   | 9   | DNF | 9   | INJ | 8   | INJ | INJ | 5     | DNF | 12  | 14  | 14  | 2   | 5   | 8   | DNF | 98     |
| 12   | Dominique Aegerter  | Suter    | 11  | 14  | 5   | 7   | 6   | 7   | 16  | 12  | DNF | DNS 1 | 9   | 10  | DSQ | 12  | 9   | 8   | WD  | 10  | 88     |
| 13   | Fabio Quartararo    | Kalex    | 7   | DNF | 12  | 16  | 18  | 18  | 7   | 9   | 13  | 20    | DNF | 16  | 5   | 11  | 19  | DNF | 7   | 8   | 65     |
| 14   | Jorge Navarro       | Kalex    | DNF | 15  | 15  | 12  | DNF | 9   | 6   | 15  | 6   | 11    | 8   | 13  | DNF | 6   | 28  | DNF | INJ | DNF | 60     |
| 15   | Luca Marini         | Kalex    | 6   | 12  | 10  | 5   | DNF | 6   | INJ | DNF | INJ | 4     | DNF | 11  | DNF | DNF | DNF | 23  | DNF | 23  | 59     |
| 16   | Lorenzo Baldassarri | Kalex    | 8   | 4   | DNF | 11  | DNF | DNF | 4   | INJ | INJ | 18    | DNF | 29  | DNF | 13  | 10  | 14  | DNF | 15  | 51     |
| 17   | Marcel Schrötter    | Suter    | 16  | 11  | 8   | 6   | 12  | 11  | DNF | 11  | 9   | WD    | INJ | INJ | INJ | DNF | 13  | DNF | 17  | 13  | 50     |
| 18   | Sandro Cortese      | Suter    | 22  | 8   | 23  | DNF | 14  | 19  | DNF | DNF | 8   | DNS 1 | DNF | DNF | 6   | 9   | DNF | 9   | DNF | DNF | 42     |
| 19   | Axel Pons           | Kalex    | 10  | DNF | 18  | 10  | 15  | 21  | 18  | 22  | INJ | 16    | 13  | 15  |     | DNF | 18  | 11  | DNF | 11  | 27     |
| 20   | Jesko Raffin        | Kalex    | 14  | 13  | 21  | 20  | 23  | 23  | 23  | 17  | 16  | 29    | 18  | 27  | 9   | 23  | 25  | 4   | 15  | 21  | 26     |
| 21   | Remy Gardner        | Tech 3   | DNF | DNF | INJ | 22  | 20  | 14  | 19  | 16  | 12  | 9     | 15  | 20  | 12  | 20  | 12  | 15  | DNF | 22  | 23     |
| 22   | Isaac Viñales       | Kalex    | 21  | 17  | 17  | 18  | DNF | 13  | 12  | DNF | 22  | 25    | DNF | 18  | DNF | DNF | 24  | 19  | 9   | 12  | 18     |
| 23   | Xavier Siméon       | Kalex    | 15  | DNF | 13  | 19  | 16  | 15  | 20  | 7   | 14  | 23    | DNF | INJ | DNF | 25  | DNF | INJ | INJ | DNF | 16     |
| 24   | Yonny Hernández     | Kalex    | 18  | 22  | DNF | 9   | 10  | 17  | 15  | 14  | 17  |       |     |     |     |     |     |     |     |     | 16     |
| 25   | Stefano Manzi       | Kalex    | 29  | 23  | DNF | 25  | DNF | DNF | DNF | 20  | 15  | 21    | DNF | 7   | DNF | 15  | 26  | 13  | DNF | DNF | 14     |
| 26   | Tetsuta Nagashima   | Kalex    | 19  | 19  | 19  | 15  | 21  | 24  | 26  | 21  | 18  | 17    | 12  | 19  | 13  | 18  | 20  | 18  | 10  | 26  | 14     |
| 27   | Khairul Idham Pawi  | Kalex    | 28  | 24  | 25  | DNF | 22  | 26  | 25  | 26  | 20  | 14    | 17  | 28  | 8   | DNF | 23  | 21  | DNF | 25  | 10     |
| 28   | Andrea Locatelli    | Kalex    | 27  | DNF | 20  | 26  | 19  | 16  | 14  | 18  | DNF | 13    | DNF | 23  | DNF | 19  | DNF | DNF | 13  | 16  | 8      |
| 29   | Ricard Cardús       | Speed Up | 25  |     |     |     |     |     |     |     |     |       |     |     |     |     |     |     |     |     | 7      |
| 29   | Ricard Cardús       | KTM      |     |     | 14  | 14  | 13  |     |     |     |     |       |     |     |     |     |     |     |     |     | 7      |
| 29   | Ricard Cardús       | Kalex    |     |     |     |     |     |     |     |     |     |       |     |     |     |     |     |     |     | DNF | 7      |
| 30   | Joe Roberts         | Kalex    |     |     |     |     |     |     |     |     |     | 10    | 19  | 21  | DNF | 26  |     |     |     |     | 6      |
| 31   | Augusto Fernández   | Speed Up |     |     |     |     |     | 25  | 21  | 19  | DSQ | 27    | 16  | 26  | DNF | 22  | 16  | 17  | 12  | 14  | 6      |
| 32   | Alex De Angelis     | Kalex    |     |     |     |     |     |     |     |     |     |       |     | 24  |     |     |     |     | 18  |     | 5      |
| 32   | Alex De Angelis     | Suter    |     |     |     |     |     |     |     |     |     |       |     |     | 11  |     |     |     |     |     | 5      |
| 33   | Danny Kent          | Suter    | 13  | DNF |     |     |     |     |     |     |     |       | INJ |     |     |     |     |     |     |     | 3      |
| 33   | Danny Kent          | Kalex    |     |     |     |     |     | DNF |     |     |     |       |     |     |     |     |     |     |     |     | 3      |
| 34   | Edgar Pons          | Kalex    | 26  | 16  | DNF | 17  | 25  | 20  | 22  | 24  | 19  | 28    | 14  | 22  | DNF | 17  | 27  | DNF | 16  | 20  | 2      |
| 35   | Iker Lecuona        | Kalex    | INJ | INJ | INJ | DNF | INJ | INJ | 24  | 23  | 21  | 19    | 21  | DNF | DNF | 21  | 17  | 20  | 14  | 18  | 2      |
| 36   | Ikuhiro Enokido     | Kalex    |     |     |     |     |     |     |     |     |     |       |     |     |     |     | 14  |     |     |     | 2      |
| 37   | Tarran Mackenzie    | Suter    |     |     |     |     | DNF | 27  | DNF | 25  | 23  | 26    | 20  | 30  | DNF | 27  | 15  | 22  | WD  | 24  | 1      |
| 38   | Federico Fuligni    | Suter    |     |     |     | 24  |     |     |     |     |     |       |     |     |     |     |     |     |     |     | 1      |
| 38   | Federico Fuligni    | Kalex    |     |     |     |     |     | 28  | 27  |     | 24  |       |     |     | 15  | DNF |     |     |     |     | 1      |
| 39   | Eric Granado        | Kalex    |     |     |     |     |     |     |     |     |     |       |     |     |     |     |     |     |     | 17  | 0      |
| 40   | Julián Simón        | Kalex    | 23  | 18  |     |     |     |     |     |     |     |       |     |     |     |     |     |     |     |     | 0      |
| 40   | Julián Simón        | Tech 3   |     |     | DNF |     |     |     |     |     |     |       |     |     |     |     |     |     |     |     | 0      |
| 41   | Karel Hanika        | Kalex    |     |     |     |     |     |     |     |     |     | 22    |     |     |     |     |     |     |     |     | 0      |
| 42   | Axel Bassani        | Speed Up | INJ | 25  | 24  | 23  | 24  |     |     |     |     |       |     |     |     |     |     |     |     |     | 0      |
| 43   | Ryo Mizuno          | Kalex    |     |     |     |     |     |     |     |     |     |       |     |     |     |     | 22  |     |     |     | 0      |
| 44   | Steven Odendaal     | NTS      |     |     |     |     |     |     |     |     |     |       |     |     |     | 24  |     |     |     |     | 0      |
| 45   | Jake Dixon          | Suter    |     |     |     |     |     |     |     |     |     |       |     | 25  |     |     |     |     |     |     | 0      |
|      | Saeed Al Sulaiti    | Speed Up | DNF |     |     |     |     |     |     |     |     |       |     |     |     |     |     |     |     |     | 0      |
|      | Héctor Garzó        | Tech 3   |     |     |     |     |     |     |     |     | DNF |       |     |     |     |     |     |     |     |     | 0      |
|      | Dimas Ekky Pratama  | Kalex    |     |     |     |     |     |     |     |     |     |       |     |     |     |     |     |     | DNF |     | 0      |

| Farbe         | Bedeutung                               |
| ------------- | --------------------------------------- |
| Gold          | Sieger                                  |
| Silber        | 2. Platz                                |
| Bronze        | 3. Platz                                |
| Grün          | Platzierung in den Punkten              |
| Blau          | Klassifiziert außerhalb der Punkteränge |
| Violett       | Rennen nicht beendet (DNF)              |
| Violett       | nicht klassifiziert (NC)                |
| Rot           | nicht qualifiziert (DNQ)                |
| Schwarz       | disqualifiziert (DSQ)                   |
| Weiß          | nicht am Start (DNS)                    |
| Weiß          | zurückgezogen (WD)                      |
| Weiß          | Rennen abgesagt (C)                     |
| ohne Farbe    | nicht am Training teilgenommen (DNP)    |
| ohne Farbe    | verletzt oder krank (INJ)               |
| ohne Farbe    | ausgeschlossen (EX)                     |
| ohne Farbe    | nicht erschienen (DNA)                  |
| fett          | Pole-Position                           |
| kursiv        | Schnellste Rennrunde                    |
| unterstrichen | WM-Führung                              |
| hochgestellt  | Platzierung im Sprintrennen             |

1 Keine Teilnahme am neugestarteten zweiten Rennen

### Konstrukteurswertung
| Pos. | Konstrukteure | QAT | ARG | AME | ESP | FRA | ITA | CAT | NED | GER | CZE | AUT | GBR | RSM | ARA | JPN | AUS | MAL | VAL | Gesamt |
| ---- | ------------- | --- | --- | --- | --- | --- | --- | --- | --- | --- | --- | --- | --- | --- | --- | --- | --- | --- | --- | ------ |
| 1    | Kalex         | 1   | 1   | 1   | 1   | 1   | 1   | 1   | 1   | 1   | 1   | 1   | 1   | 1   | 1   | 1   | 3   | 3   | 2   | 427    |
| 2    | KTM           | 4   | 2   | 6   | 3   | 13  | 5   | 3   | 5   | 2   | 3   | 7   | 8   | 4   | 3   | 7   | 1   | 1   | 1   | 266    |
| 3    | Suter         | 11  | 8   | 5   | 6   | 6   | 7   | 16  | 11  | 8   | 26  | 9   | 10  | 5   | 9   | 9   | 8   | 17  | 10  | 120    |
| 4    | Speed Up      | 17  | 6   | 7   | 23  | 8   | 8   | 11  | 19  | 4   | 6   | 11  | 6   | 7   | 7   | 16  | 7   | 11  | 7   | 117    |
| 5    | Tech 3        | 9   | 5   | 9   | 22  | 9   | 14  | 8   | 16  | 12  | 5   | 15  | 12  | 12  | 14  | 2   | 5   | 8   | 22  | 107    |
| 6    | NTS           |     |     |     |     |     |     |     |     |     |     |     |     |     | 24  |     |     |     |     | 0      |

## Moto3-Klasse

### Teams und Fahrer
Die Auflistung der Teams und Fahrer entspricht der offiziellen Starterliste der FIM. Ersatz- und Wildcardfahrer sind in dieser Übersicht gesondert gekennzeichnet.
| Nr. | Fahrer                     | Nation         | Team                               | Motorrad |
| --- | -------------------------- | -------------- | ---------------------------------- | -------- |
| 4 | Patrik Pulkkinen           | Finnland       | Peugeot MC Saxoprint               | Peugeot  |
| 5 | Romano Fenati              | Italien        | Ongetta-Rivacold                   | Honda    |
| 6 | María Herrera              | Spanien        | AGR Team 1c                        | KTM      |
| 6 | María Herrera              | Spanien        | Aspar Mahindra Moto3 2c            | Mahindra |
| 7 | Adam Norrodin              | Malaysia       | SIC Racing Team                    | Honda    |
| 8 | Nicolò Bulega              | Italien        | Sky Racing Team VR46               | KTM      |
| 9 | Kasma Daniel Kasmayudin 3c | Malaysia       | Petronas Sprinta Racing            | Honda    |
| 10 | Dennis Foggia              | Italien        | Platinum Bay Real Estate 4c        | KTM      |
| 10 | Dennis Foggia              | Italien        | Junior Team VR46 Riders Academy 5c | KTM      |
| 11 | Livio Loi                  | Belgien        | Leopard Racing                     | Honda    |
| 12 | Marco Bezzecchi            | Italien        | CIP                                | Mahindra |
| 13 | Maximilian Kofler 6c       | Österreich     | Motorsport Kofler E.U.             | KTM      |
| 14 | Tony Arbolino              | Italien        | SIC58 Squadra Corse                | Honda    |
| 15 | Jaume Masiá                | Spanien        | Platinum Bay Real Estate 7c        | KTM      |
| 15 | Jaume Masiá                | Spanien        | Cuna de Campeones 8c               | KTM      |
| 16 | Andrea Migno               | Italien        | Sky Racing Team VR46               | KTM      |
| 17 | John McPhee                | Großbritannien | GB Team                            | Honda    |
| 18 | Gabriel Martínez-Ábrego 9c | Mexiko         | Motomex Team Moto3                 | KTM      |
| 19 | Gabriel Rodrigo            | Argentinien    | RBA Racing Team                    | KTM      |
| 21 | Fabio Di Giannantonio      | Italien        | Gresini Racing Moto3               | Honda    |
| 23 | Niccolò Antonelli          | Italien        | Red Bull KTM Ajo                   | KTM      |
| 24 | Tatsuki Suzuki             | Japan          | SIC58 Squadra Corse                | Honda    |
| 27 | Kaito Toba                 | Japan          | Honda Team Asia                    | Honda    |
| 28 | Ryan van de Lagemaat 10c   | Niederlande    | Lamotec Lagemaat Racing            | KTM      |
| 30 | Edoardo Sintoni 11c        | Italien        | 3570-MTA                           | Mahindra |
| 31 | Raúl Fernández             | Spanien        | Aspar Mahindra Moto3 12c           | Mahindra |
| 31 | Raúl Fernández             | Spanien        | Aspar Mahindra Moto3 13c           | Mahindra |
| 33 | Enea Bastianini            | Italien        | Estrella Galicia 0,0               | Honda    |
| 36 | Joan Mir                   | Spanien        | Leopard Racing                     | Honda    |
| 37 | Aaron Polanco 14c          | Spanien        | Leopard Racing                     | Honda    |
| 39 | Kazuki Masaki 15c          | Japan          | Asia Talent Team                   | Honda    |
| 40 | Darryn Binder              | Südafrika      | Platinum Bay Real Estate           | KTM      |
| 41 | Nakarin Atiratphuvapat     | Thailand       | Honda Team Asia                    | Honda    |
| 42 | Marcos Ramírez             | Spanien        | Platinum Bay Real Estate           | KTM      |
| 44 | Arón Canet                 | Spanien        | Estrella Galicia 0,0               | Honda    |
| 47 | Jake Archer 16c            | Großbritannien | City Lifting/RS Racing             | KTM      |
| 48 | Lorenzo Dalla Porta        | Italien        | Aspar Mahindra Moto3               | Mahindra |
| 51 | Kevin Zannoni 17c          | Italien        | Althea Racing                      | KTM      |
| 52 | Danny Kent                 | Großbritannien | Red Bull KTM Ajo 18c               | KTM      |
| 52 | Danny Kent                 | Großbritannien | Red Bull KTM Ajo 19c               | KTM      |
| 57 | Alex Fabbri 20c            | San Marino     | Minimoto Portomaggiore             | Mahindra |
| 58 | Juanfran Guevara           | Spanien        | RBA Racing Team                    | KTM      |
| 63 | Vicente Pérez 21c          | Spanien        | RealeAvintiaAcademy                | KTM      |
| 64 | Bo Bendsneyder             | Niederlande    | Red Bull KTM Ajo                   | KTM      |
| 65 | Philipp Öttl               | Deutschland    | Schedl GP Racing                   | KTM      |
| 69 | Tom Booth-Amos 22c         | Großbritannien | City Lifting/RS Racing             | KTM      |
| 70 | Tom Toparis 23c            | Australien     | Cube Racing                        | KTM      |
| 71 | Ayumu Sasaki               | Japan          | SIC Racing Team                    | Honda    |
| 75 | Albert Arenas              | Spanien        | Aspar Mahindra Moto3               | Mahindra |
| 77 | Tim Georgi 24c             | Deutschland    | Freudenberg Racing Team            | KTM      |
| 81 | Aleix Viu 25c              | Spanien        | 42Motorsport                       | KTM      |
| 84 | Jakub Kornfeil             | Tschechien     | Peugeot MC Saxoprint               | Peugeot  |
| 88 | Jorge Martín               | Spanien        | Gresini Racing Moto3               | Honda    |
| 95 | Jules Danilo               | Frankreich     | Ongetta-Rivacold                   | Honda    |
| 96 | Manuel Pagliani            | Italien        | CIP                                | Mahindra |
| 1c Stammfahrerin bis Aragonien (Das AGR Team zog sich anschließend zurück) 2c Ersatz für Dalla Porta in Australien; Ersatz für Arenas in Malaysia 3c Wildcard in Malaysia 4c Ersatz für Binder in Tschechien 5c Wildcard in Aragonien und Valencia 6c Wildcard in Österreich 7c Ersatz für Binder in Österreich, Großbritannien und San Marino 8c Wildcard in Aragonien 9c Wildcard beim Grand Prix of The Americas, in Tschechien und Österreich 10c Wildcard in Assen 11c Wildcard in Mugello 12c Wildcard in Jerez 13c Ersatz für Arenas in Assen und Deutschland 14c Ersatz für Loi in Aragonien 15c Wildcard in Valencia 16c Wildcard in Großbritannien 17c Wildcard in San Marino 18c Wildcard in Le Mans 19c Ersatz für Antonelli in Deutschland 20c Wildcard in San Marino 21c Wildcard in Jerez und Katalonien 22c Wildcard in Großbritannien 23c Wildcard in Japan und Australien 24c Wildcard in Deutschland und Tschechien 25c Wildcard in Katalonien |                            |                |                                    |          |

| Legende         |
| --------------- |
| Stammfahrer     |
| Wildcard-Fahrer |
| Ersatzfahrer    |

### Rennergebnisse
| #  | Datum  | Rennen                | Strecke             | Platz 1       | Platz 2               | Platz 3               | Pole-Position   | Schn. Rennrunde       | Gesamtführung | Gesamtführung |
| #  | Datum  | Rennen                | Strecke             | Platz 1       | Platz 2               | Platz 3               | Pole-Position   | Schn. Rennrunde       | Fahrer        | Konstrukteur  |
| -- | ------ | --------------------- | ------------------- | ------------- | --------------------- | --------------------- | --------------- | --------------------- | ------------- | ------------- |
| 1  | 26.03. | GP von Katar          | Losail              | Joan Mir      | John McPhee           | Jorge Martín          | Jorge Martín    | Fabio Di Giannantonio | Joan Mir      | Honda         |
| 2  | 09.04. | GP von Argentinien    | Termas de Río Hondo | Joan Mir      | John McPhee           | Jorge Martín          | John McPhee     | Romano Fenati         | Joan Mir      | Honda         |
| 3  | 23.04. | GP of The Americas    | Austin              | Romano Fenati | Jorge Martín          | Fabio Di Giannantonio | Arón Canet      | Arón Canet            | Joan Mir      | Honda         |
| 4  | 07.05. | GP von Spanien        | Jerez               | Arón Canet    | Romano Fenati         | Joan Mir              | Jorge Martín    | Andrea Migno          | Joan Mir      | Honda         |
| 5  | 21.05. | GP von Frankreich     | Le Mans             | Joan Mir      | Arón Canet            | Fabio Di Giannantonio | Jorge Martín    | Joan Mir              | Joan Mir      | Honda         |
| 6  | 04.06. | GP von Italien        | Mugello             | Andrea Migno  | Fabio Di Giannantonio | Juanfran Guevara      | Jorge Martín    | Arón Canet            | Joan Mir      | Honda         |
| 7  | 11.06. | GP von Katalonien     | Catalunya           | Joan Mir      | Romano Fenati         | Jorge Martín          | Jorge Martín    | Jorge Martín          | Joan Mir      | Honda         |
| 8  | 25.06. | Dutch TT              | Assen               | Arón Canet    | Romano Fenati         | John McPhee           | Jorge Martín    | Arón Canet            | Joan Mir      | Honda         |
| 9  | 02.07. | GP von Deutschland    | Sachsenring         | Joan Mir      | Romano Fenati         | Marcos Ramírez        | Arón Canet      | Joan Mir              | Joan Mir      | Honda         |
| 10 | 06.08. | GP von Tschechien     | Brünn               | Joan Mir      | Romano Fenati         | Arón Canet            | Gabriel Rodrigo | Romano Fenati         | Joan Mir      | Honda         |
| 11 | 13.08. | GP von Österreich     | Red Bull Ring       | Joan Mir      | Philipp Öttl          | Jorge Martín          | Gabriel Rodrigo | Jaume Masiá           | Joan Mir      | Honda         |
| 12 | 27.08. | GP von Großbritannien | Silverstone         | Arón Canet    | Enea Bastianini       | Jorge Martín          | Romano Fenati   | Jorge Martín          | Joan Mir      | Honda         |
| 13 | 10.09. | GP von San Marino     | Misano              | Romano Fenati | Joan Mir              | Fabio Di Giannantonio | Enea Bastianini | Romano Fenati         | Joan Mir      | Honda         |
| 14 | 24.09. | GP von Aragonien      | Aragón              | Joan Mir      | Fabio Di Giannantonio | Enea Bastianini       | Jorge Martín    | Fabio Di Giannantonio | Joan Mir      | Honda         |
| 15 | 15.10. | GP von Japan          | Motegi              | Romano Fenati | Niccolò Antonelli     | Marco Bezzecchi       | Nicolò Bulega   | Romano Fenati         | Joan Mir      | Honda         |
| 16 | 22.10. | GP von Australien     | Phillip Island      | Joan Mir      | Livio Loi             | Jorge Martín          | Jorge Martín    | Gabriel Rodrigo       | Joan Mir      | Honda         |
| 17 | 29.10. | GP von Malaysia       | Sepang              | Joan Mir      | Jorge Martín          | Enea Bastianini       | Joan Mir        | Adam Norrodin         | Joan Mir      | Honda         |
| 18 | 12.11. | GP von Valencia       | Valencia            | Jorge Martín  | Joan Mir              | Marcos Ramírez        | Jorge Martín    | Marcos Ramírez        | Joan Mir      | Honda         |

### Fahrerwertung
| Pos. | Fahrer                  | Maschine | QAT | ARG | AME   | ESP | FRA   | ITA | CAT | NED | GER | CZE | AUT | GBR | RSM | ARA | JPN | AUS | MAL | VAL | Gesamt |
| ---- | ----------------------- | -------- | --- | --- | ----- | --- | ----- | --- | --- | --- | --- | --- | --- | --- | --- | --- | --- | --- | --- | --- | ------ |
| 1    | Joan Mir                | Honda    | 1   | 1   | 8     | 3   | 1     | 7   | 1   | 9   | 1   | 1   | 1   | 5   | 2   | 1   | 17  | 1   | 1   | 2   | 341    |
| 2    | Romano Fenati           | Honda    | 5   | 7   | 1     | 2   | DNF   | 13  | 2   | 2   | 2   | 2   | 13  | 7   | 1   | 10  | 1   | 6   | 7   | 4   | 248    |
| 3    | Arón Canet              | Honda    | 4   | 11  | DNF   | 1   | 2     | 5   | 5   | 1   | DNF | 3   | 5   | 1   | DNF | 5   | 5   | NC  | 8   | 9   | 199    |
| 4    | Jorge Martín            | Honda    | 3   | 3   | 2     | 9   | DNF   | 15  | 3   | 4   | INJ | INJ | 3   | 3   | DNF | 4   | 15  | 3   | 2   | 1   | 196    |
| 5    | Fabio Di Giannantonio   | Honda    | 8   | DNF | 3     | 5   | 3     | 2   | 7   | DNF | 11  | 21  | 6   | 10  | 3   | 2   | 7   | DNF | 9   | DNF | 153    |
| 6    | Enea Bastianini         | Honda    | 16  | 27  | 4     | 8   | 6     | 11  | 4   | DNF | 6   | 17  | 10  | 2   | 14  | 3   | 16  | 5   | 3   | 5   | 141    |
| 7    | John McPhee             | Honda    | 2   | 2   | 7     | DNF | 12    | 6   | 12  | 3   | DNF | 6   | DNF | 13  | DNF | 6   | 10  | DNF | 5   | 8   | 131    |
| 8    | Marcos Ramírez          | KTM      | 9   | 14  | 16    | 4   | 4     | 9   | 6   | 6   | 3   | 7   | 12  | DNF | 12  | 7   | 14  | 21  | 17  | 3   | 122    |
| 9    | Andrea Migno            | KTM      | 6   | 5   | 12    | 6   | 8     | 1   | 8   | 14  | 16  | 11  | 21  | 8   | 9   | 11  | 13  | 14  | 6   | 16  | 118    |
| 10   | Philipp Öttl            | KTM      | DNF | 4   | 9     | INJ | 21    | 14  | 13  | 11  | 5   | 13  | 2   | 9   | 4   | 9   | 6   | 13  | 16  | 15  | 105    |
| 11   | Juanfran Guevara        | KTM      | DNF | 9   | 6     | 10  | 5     | 3   | 17  | 12  | 12  | 5   | 14  | DNF | DNF | 12  | DNF | 23  | 13  | 6   | 88     |
| 12   | Nicolò Bulega           | KTM      | 14  | 13  | 5     | 7   | 17    | 10  | 9   | 10  | 4   | 23  | 11  | 20  | 5   | 14  | 12  | 11  | DNF | INJ | 84     |
| 13   | Livio Loi               | Honda    | 12  | 6   | 15    | 16  | 16    | 23  | 25  | 21  | 7   | 27  | 4   | 6   | INJ | INJ | 19  | 2   | 4   | 27  | 80     |
| 14   | Tatsuki Suzuki          | Honda    | 15  | 8   | DNF   | DNF | DNF   | DNF | 10  | 8   | 9   | 8   | DNF | 11  | DNF | 13  | 4   | 9   | DNF | 11  | 71     |
| 15   | Bo Bendsneyder          | KTM      | 26  | 23  | DNS 1 | 11  | 9     | 12  | 15  | DNF | 8   | 4   | DNF | DNF | 6   | 17  | 9   | 16  | 10  | 12  | 65     |
| 16   | Gabriel Rodrigo         | KTM      | INJ | DNF | 11    | 13  | INJ   | INJ | DNF | 7   | DNF | 26  | 7   | 4   | DNF | DNF | DNF | 4   | 14  | DNF | 54     |
| 17   | Adam Norrodin           | Honda    | 10  | 17  | 19    | DNF | DNS 1 | 18  | 18  | DNF | 13  | 9   | 8   | 12  | DNF | 15  | DNF | 8   | 11  | 17  | 42     |
| 18   | Niccolò Antonelli       | KTM      | 7   | DNF | 14    | 22  | DNF   | 16  | 11  | INJ | INJ | 24  | DNF | 16  | DNF | 18  | 2   | DNF | DNF | 14  | 38     |
| 19   | Darryn Binder           | KTM      | 13  | 12  | 10    | 20  | DNF   | 4   | DNF | 13  | 10  | INJ | INJ | INJ | INJ | 22  | 20  | 24  | DNF |     | 35     |
| 20   | Ayumu Sasaki            | Honda    | 11  | 20  | 18    | 15  | 19    | 8   | 16  | 15  | 17  | 15  | 18  | 18  | DNF | 16  | DNF | 7   | 12  | 13  | 32     |
| 21   | Jules Danilo            | Honda    | 17  | 22  | 13    | 12  | 7     | DNF | DNF | 5   | 14  | DNF | 16  | 22  | DNF | 20  | 18  | DNF | DNF | 19  | 29     |
| 22   | Jakub Kornfeil          | Peugeot  | 20  | 18  | 23    | 18  | 11    | 20  | 22  | 17  | 18  | 20  | 20  | 23  | 7   | 25  | 8   | 12  | 21  | 18  | 26     |
| 23   | Marco Bezzecchi         | Mahindra | 25  | 19  | 17    | DNF | 15    | 17  | 14  | 16  | 15  | 22  | DNF | 19  | DNF | 19  | 3   | DNF | 19  | 28  | 20     |
| 24   | Dennis Foggia           | KTM      |     |     |       |     |       |     |     |     |     | 14  |     |     |     | 8   |     |     |     | 7   | 19     |
| 25   | Nakarin Atiratphuvapat  | Honda    | 18  | 24  | 24    | 21  | 13    | 24  | 21  | 18  | 23  | 10  | DNF | 14  | DNF | DNF | 11  | 17  | 18  | 21  | 16     |
| 26   | Albert Arenas           | Mahindra | DNF | 25  | 21    | 14  | DNF   | DNF | INJ | INJ | INJ | 12  | DNF | 26  | 8   | 27  | INJ | INJ | INJ | 23  | 14     |
| 27   | Jaume Masiá             | KTM      |     |     |       |     |       |     |     |     |     |     | 9   | DNF | 10  | 21  |     |     |     |     | 13     |
| 28   | Lorenzo Dalla Porta     | Mahindra | 23  | DNF | 26    | 19  | 14    | 19  | 19  | DNF | 19  | 19  | DNF | 17  | 15  | DNF | DNF | 10  | DNF | 20  | 9      |
| 29   | Manuel Pagliani         | Mahindra | 22  | 21  | 25    | 27  | 18    | 22  | 20  | DNF | 20  | 25  | 19  | 15  | 11  | 23  | DNF | 15  | 15  | 22  | 8      |
| 30   | Kaito Toba              | Honda    | 19  | 10  | DNF   | 17  | DNF   | 25  | 23  | 19  | 21  | 29  | 15  | DNF | DNF | 28  | 21  | 20  | 20  | 24  | 7      |
| 31   | Danny Kent              | KTM      |     |     |       |     | 10    |     |     |     | DNF |     |     |     |     |     |     |     |     |     | 6      |
| 32   | Kazuki Masaki           | Honda    |     |     |       |     |       |     |     |     |     |     |     |     |     |     |     |     |     | 10  | 6      |
| 33   | Alex Fabbri             | Mahindra |     |     |       |     |       |     |     |     |     |     |     |     | 13  |     |     |     |     |     | 3      |
| 34   | Tony Arbolino           | Honda    | 24  | 15  | 20    | 23  | 22    | 21  | 24  | DNF | DNF | 16  | 17  | 25  | DNF | 26  | 23  | 18  | 22  | 25  | 1      |
| 35   | María Herrera           | KTM      | 21  | 16  | 22    | 24  | 20    | 26  | 26  | 20  | 26  | DNF | 22  | 27  | INJ | INJ | INJ |     |     | 26  | 0      |
| 35   | María Herrera           | Mahindra |     |     |       |     |       |     |     |     |     |     |     |     |     |     |     | 19  | 24  |     | 0      |
| 36   | Tim Georgi              | KTM      |     |     |       |     |       |     |     |     | 24  | 18  |     |     |     |     |     |     |     |     | 0      |
| 37   | Tom Booth-Amos          | KTM      |     |     |       |     |       |     |     |     |     |     |     | 21  |     |     |     |     |     |     | 0      |
| 38   | Patrik Pulkkinen        | Peugeot  | DNF | 26  | 27    | 26  | 23    | 27  | 27  | 22  | 25  | 30  | 24  | 24  | DNF | 29  | 22  | DNF | 23  | 29  | 0      |
| 39   | Tom Toparis             | KTM      |     |     |       |     |       |     |     |     |     |     |     |     |     |     | 24  | 22  |     |     | 0      |
| 40   | Raúl Fernández          | Mahindra |     |     |       | 25  |       |     |     | DNF | 22  |     |     |     |     |     |     |     |     |     | 0      |
| 41   | Maximilian Kofler       | KTM      |     |     |       |     |       |     |     |     |     |     | 23  |     |     |     |     |     |     |     | 0      |
| 42   | Aaron Polan             | Honda    |     |     |       |     |       |     |     |     |     |     |     |     |     | 24  |     |     |     |     | 0      |
| 43   | Gabriel Martínez-Ábrego | KTM      |     |     | 28    |     |       |     |     |     |     | 28  | DNF |     |     |     |     |     |     |     | 0      |
| 44   | Aleix Viu               | KTM      |     |     |       |     |       |     | 28  |     |     |     |     |     |     |     |     |     |     |     | 0      |
|      | Vicente Pérez           | KTM      |     |     |       | DNF |       |     | DNF |     |     |     |     |     |     |     |     |     |     |     | 0      |
|      | Edoardo Sintoni         | Mahindra |     |     |       |     |       | DNF |     |     |     |     |     |     |     |     |     |     |     |     | 0      |
|      | Ryan van de Lagemaat    | KTM      |     |     |       |     |       |     |     | DNF |     |     |     |     |     |     |     |     |     |     | 0      |
|      | Jake Archer             | KTM      |     |     |       |     |       |     |     |     |     |     |     | DNF |     |     |     |     |     |     | 0      |
|      | Kevin Zannoni           | KTM      |     |     |       |     |       |     |     |     |     |     |     |     | DNF |     |     |     |     |     | 0      |
|      | Kasma Daniel Kasmayudin | Honda    |     |     |       |     |       |     |     |     |     |     |     |     |     |     |     |     | DNF |     | 0      |

| Farbe         | Bedeutung                               |
| ------------- | --------------------------------------- |
| Gold          | Sieger                                  |
| Silber        | 2. Platz                                |
| Bronze        | 3. Platz                                |
| Grün          | Platzierung in den Punkten              |
| Blau          | Klassifiziert außerhalb der Punkteränge |
| Violett       | Rennen nicht beendet (DNF)              |
| Violett       | nicht klassifiziert (NC)                |
| Rot           | nicht qualifiziert (DNQ)                |
| Schwarz       | disqualifiziert (DSQ)                   |
| Weiß          | nicht am Start (DNS)                    |
| Weiß          | zurückgezogen (WD)                      |
| Weiß          | Rennen abgesagt (C)                     |
| ohne Farbe    | nicht am Training teilgenommen (DNP)    |
| ohne Farbe    | verletzt oder krank (INJ)               |
| ohne Farbe    | ausgeschlossen (EX)                     |
| ohne Farbe    | nicht erschienen (DNA)                  |
| fett          | Pole-Position                           |
| kursiv        | Schnellste Rennrunde                    |
| unterstrichen | WM-Führung                              |
| hochgestellt  | Platzierung im Sprintrennen             |

1 Keine Teilnahme am neugestarteten zweiten Rennen

### Konstrukteurswertung
| Pos. | Konstrukteur | QAT | ARG | AME | ESP | FRA | ITA | CAT | NED | GER | CZE | AUT | GBR | RSM | ARA | JPN | AUS | MAL | VAL | Gesamt |
| ---- | ------------ | --- | --- | --- | --- | --- | --- | --- | --- | --- | --- | --- | --- | --- | --- | --- | --- | --- | --- | ------ |
| 1    | Honda        | 1   | 1   | 1   | 1   | 1   | 2   | 1   | 1   | 1   | 1   | 1   | 1   | 1   | 1   | 1   | 1   | 1   | 1   | 445    |
| 2    | KTM          | 6   | 4   | 5   | 4   | 4   | 1   | 6   | 6   | 3   | 4   | 2   | 4   | 4   | 7   | 2   | 4   | 6   | 3   | 248    |
| 3    | Mahindra     | 22  | 19  | 17  | 14  | 14  | 17  | 14  | 16  | 15  | 12  | 19  | 15  | 8   | 19  | 3   | 10  | 15  | 20  | 43     |
| 4    | Peugeot      | 20  | 18  | 23  | 18  | 11  | 20  | 22  | 17  | 18  | 20  | 20  | 23  | 7   | 25  | 8   | 12  | 21  | 18  | 26     |